# Liste der Baudenkmäler in Mainbernheim
Auf dieser Seite sind die Baudenkmäler in der unterfränkischen Stadt Mainbernheim zusammengestellt. Diese Tabelle ist eine Teilliste der Liste der Baudenkmäler in Bayern. Grundlage ist die Bayerische Denkmalliste, die auf Basis des Bayerischen Denkmalschutzgesetzes vom 1. Oktober 1973 erstmals erstellt wurde und seither durch das Bayerische Landesamt für Denkmalpflege geführt wird. Die folgenden Angaben ersetzen nicht die rechtsverbindliche Auskunft der Denkmalschutzbehörde.
 Diese Liste gibt den Fortschreibungsstand vom 21. Dezember 2023 wieder und enthält 52 Baudenkmäler.

## Ensembles

### Ensemble Altstadt Mainbernheim
Das ehemalige Reichsdorf, 1367 an die Krone Böhmens verpfändet, erhielt 1382 Stadtrechte und wurde in der Folgezeit durch eine Ummauerung befestigt. Dennoch bewahrte Mainbernheim den Charakter einer dörflichen Siedlung. Der Ort hat einen etwa langrechteckigen Umfang und wird von einer zwischen zwei Stadttoren eingespannten Hauptstraße in der Längsachse durchzogen. Die Hauptstraße hat in ihrer Mitte eine leichte Abknickung, aus der einige Quergassen sternförmig abzweigen; die so entstehende, platzartig wirkende Erweiterung der Straße ist durch den Stadtbrunnen betont. Die Nebengassen verlaufen durchweg in Querrichtung. Der Kirchenbezirk liegt nördlich, von der Hauptstraße abgerückt. Die Bebauung der Hauptstraße (Herrnstraße) besteht aus der Reihung großer Bauernhöfe, die der Straße ihr Wohngebäude teils in Traufseit-, teils in Giebelstellung zuwenden. Im ersten Fall sind die langen Fronten durch breite Einfahrtstore gekennzeichnet, im zweiten sind die Giebelfassaden durch Hofmauern miteinander verbunden, in denen die Hofportale angebracht sind. Die Häuser stammen meist aus dem 17./18. Jahrhundert und haben Fachwerkobergeschosse, vielfach unter Verputz, oder aus der Mitte des 19. Jahrhunderts und sind in Bruchsteinmauerwerk errichtet. Im nördlichen Teil der Hauptstraße ist die Giebelfront des Rathauses von bestimmender Wirkung, für das Straßenbild wichtig sind ebenfalls die beiden, Abschlüsse bildenden Tortürme. An der Langseite des Rathauses erstreckt sich ein ansteigender Platz bis zur Portalfront der Pfarrkirche. In den Seitengassen herrscht eine lockere Bebauung von kleinen Bauernhöfen und Handwerkerhäusern vor, durchmischt mit Wirtschaftsgebäuden und Scheunen. Umgrenzung: Stadtmauer unter Einschluss der Grabenzone. Aktennummer: E-6-75-144-1.

## Stadtbefestigung

Südlicher Abschnitt der Stadtbefestigung
weitere Bilder

Nach der Stadterhebung 1382 wurde Mainbernheim mit Mauer und Graben umgeben. Die Mauer, mit ehemals 27 runden und halbrunden Befestigungstürmen, von denen noch 21 überliefert sind, ist bis auf zwei Durchbrüche in ihrem gesamten Verlauf, teilweise noch in voller Höhe, erhalten. Die Tortürme des Oberen und des Unteren Tores fassen die Herrnstraße ein. Aktennummer D-6-75-144-1. Beginnend am Unteren Tor sind im Uhrzeigersinn folgende Objekte der Stadtmauer erhalten.

| Lage                        | Objekt      | Beschreibung | Akten-Nr.     | Bild           |
| --------------------------- | ----------- | --- | ------------- | -------------- |
| Nähe Herrnstraße (Standort) | Unteres Tor | Fünfgeschossiger Turm mit Satteldach und spitzbogiger Durchfahrt, verputztes Bruchsteinmauerwerk mit hervortretender Eckquaderung, fünftes Geschoss Fachwerk, im Kern um 1400, Aufstockung im 16. Jahrhundert | D-6-75-144-12 | weitere Bilder |
| Nähe Herrnstraße (Standort) | Unteres Tor | Vorbau, zweigeschossiger Fachwerkbau mit Walmdach, 17. Jahrhundert | D-6-75-144-12 | weitere Bilder |

- Am Pulverturm (Lage): Stadtmauer entlang des Straßenzugs, um 1400
- Am Pulverturm (Lage): Runder Eckturm, um 1400
- Am Pulverturm 4 (Lage): Stadtmauer, um 1400
- Am Pulverturm 4 (Lage): Rest eines Mauerturms, um 1400
- Am Pulverturm 2 (Lage): Stadtmauer, um 1400
- Am Pulverturm 2 (Lage): Rest eines Mauerturms, um 1400
- Rathausplatz 12 (Lage): Stadtmauer, um 1400
- Rathausplatz 10 (Lage): Stadtmauer, um 1400
- Nördliche Stadtmauer (Lage): Entlang des Straßenzugs, um 1400
- Nähe Nördliche Stadtmauer 11 (Lage): Befestigungsturm, um 1400
- Nähe Nördliche Stadtmauer 9 (Lage): Befestigungsturm, um 1400
- Nähe Nördliche Stadtmauer 3 (Lage): Befestigungsturm, um 1400
- Nähe Nördliche Stadtmauer 1 (Lage): Befestigungsturm, um 1400
- Nördliche Stadtmauer 2 (Lage): Stadtmauer, um 1400
- Nördliche Stadtmauer, Am Wehrgang (Lage): Befestigungsturm, um 1400
- Am Wehrgang (Lage): Stadtmauer, entlang des Straßenzugs, um 1400
- Am Wehrgang 1 (Lage): Stadtmauer, um 1400
- Am Wehrgang 3 (Lage): Stadtmauer, um 1400
- Am Wehrgang 5 (Lage): Stadtmauer, um 1400
- Nähe Am Wehrgang 2 (Lage): Befestigungsturm, um 1400
- Nähe Am Wehrgang 4 (Lage): Befestigungsturm, um 1400
- Nähe Am Wehrgang 4 (Lage): Stadtmauer, um 1400

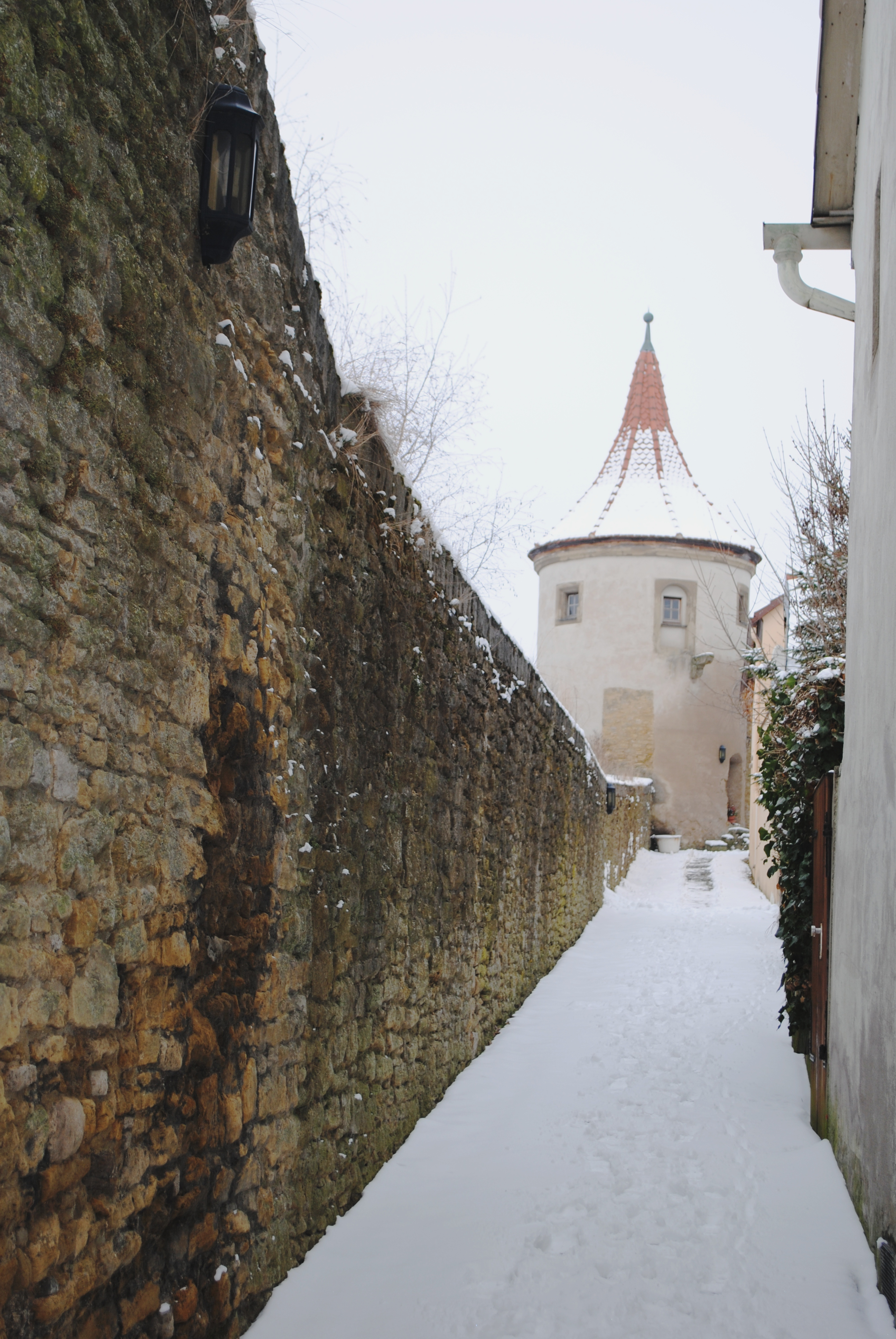
Stadtmauer zwischen Unteres Tor und Pulverturm
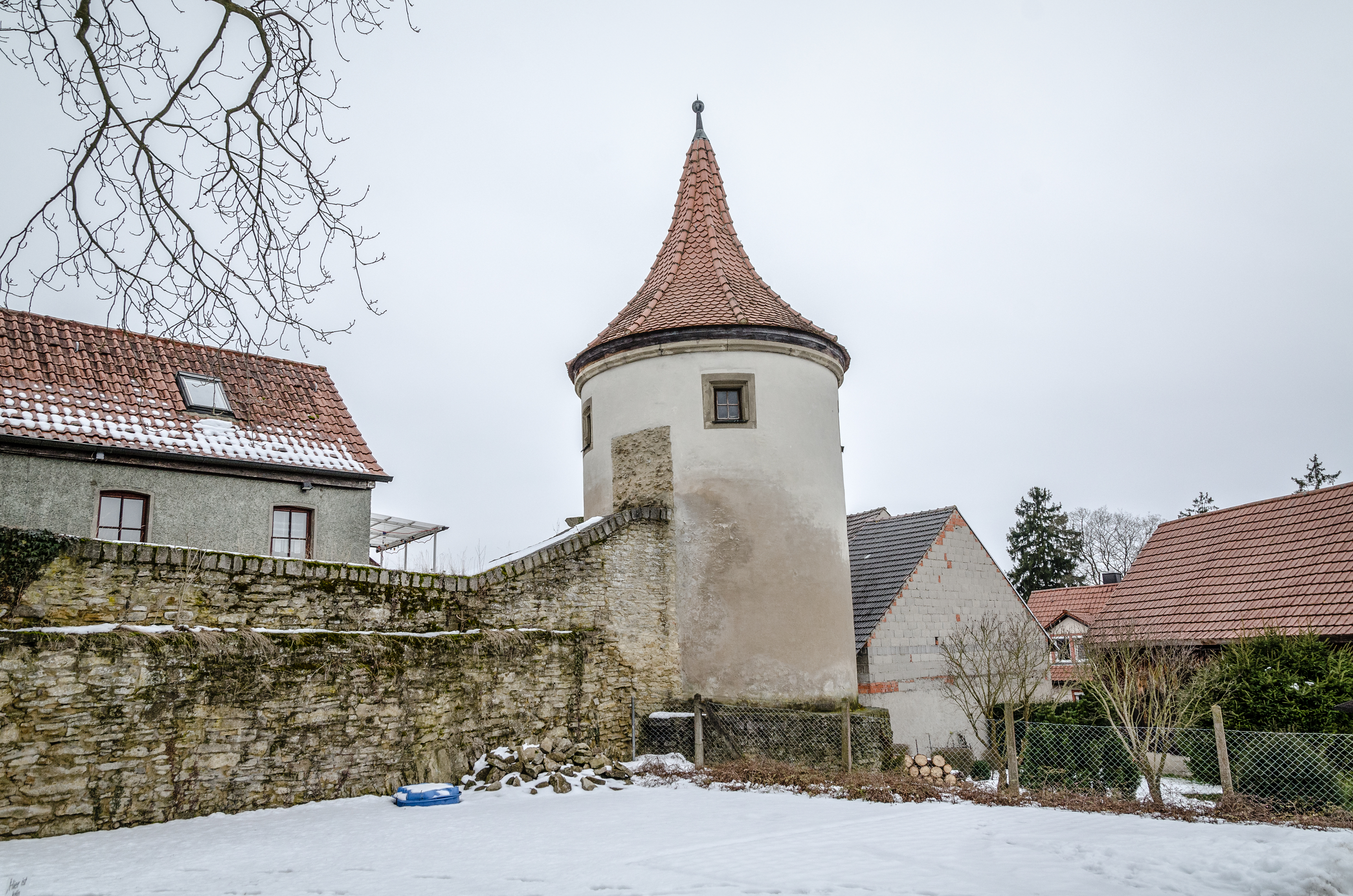
Pulverturm weitere Bilder
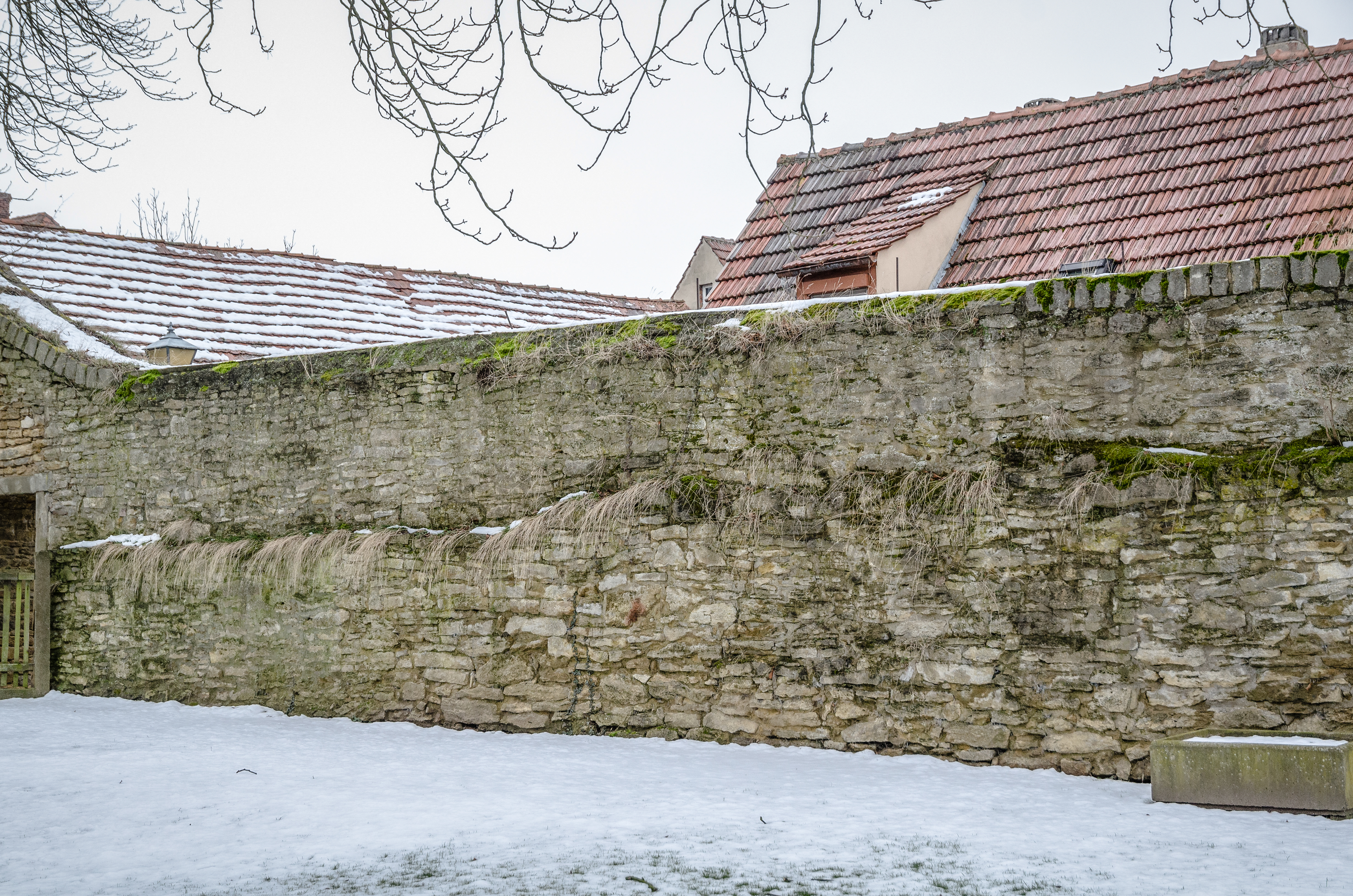
Nähe Am Pulverturm 3, Stadtmauer
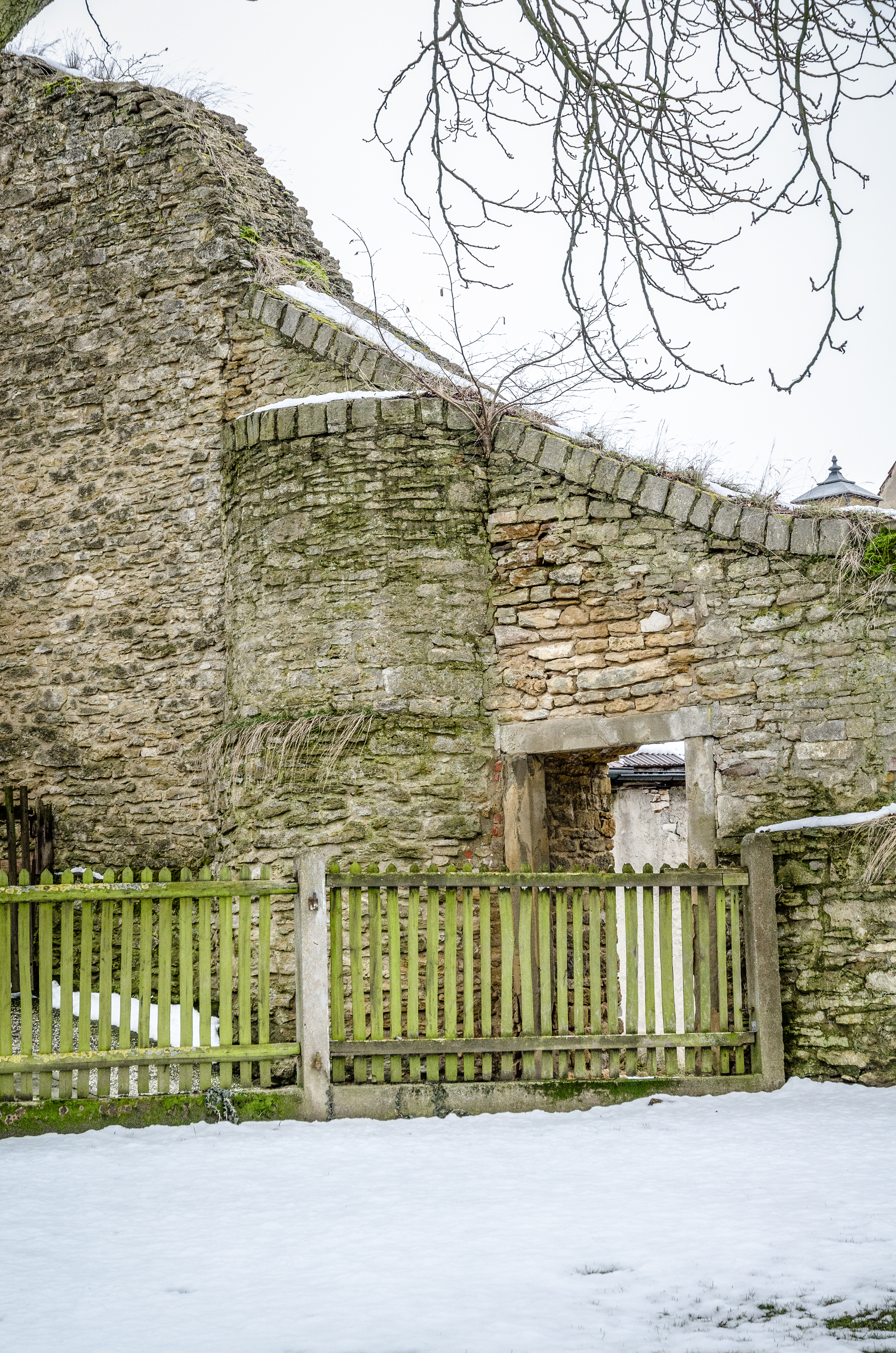
Am Pulverturm 4, Mauerturmrest
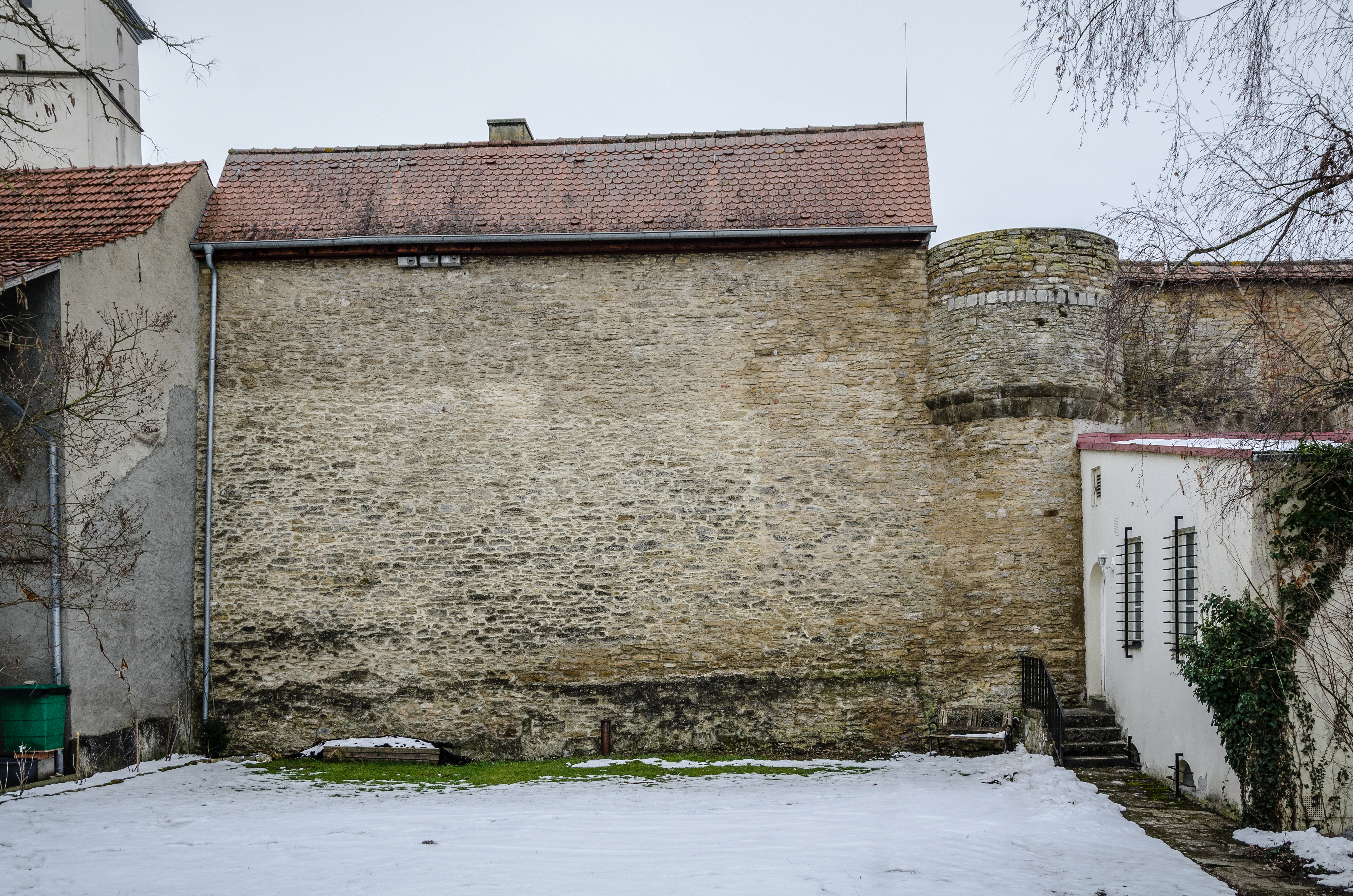
Am Pulverturm 2, Stadtmauer
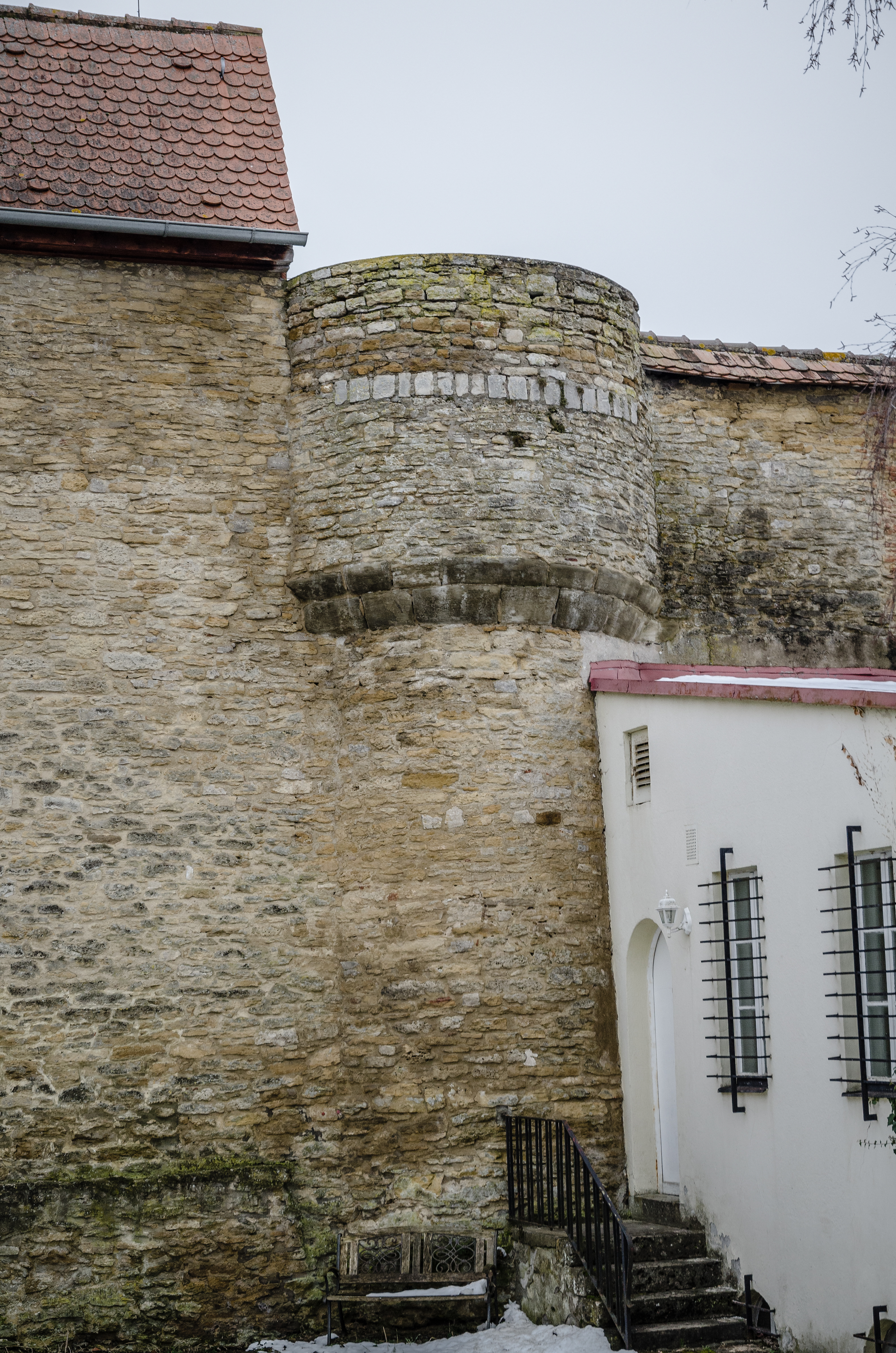
Am Pulverturm 2, Mauerturmrest
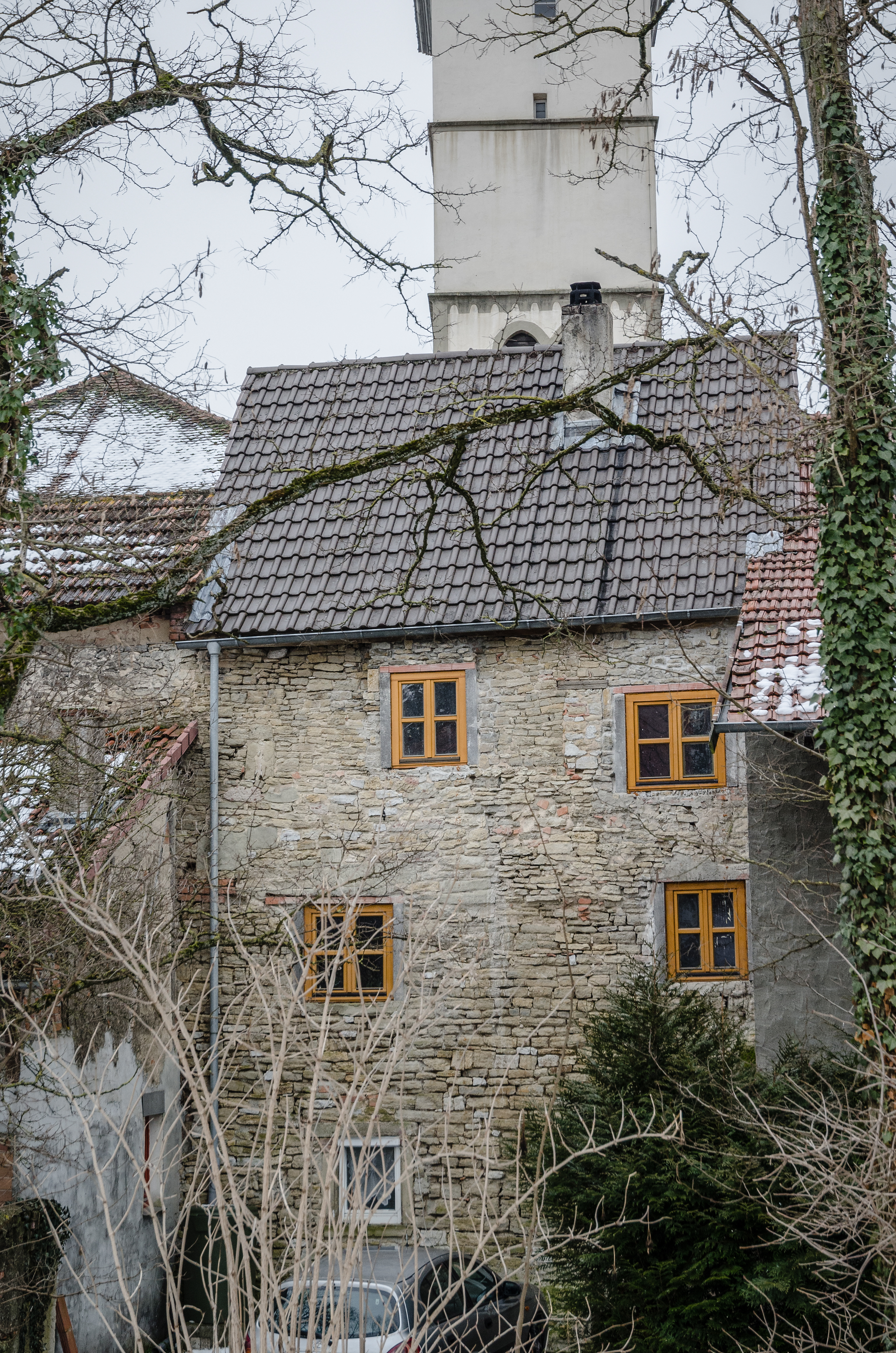
Rathausplatz 12, Stadtmauer
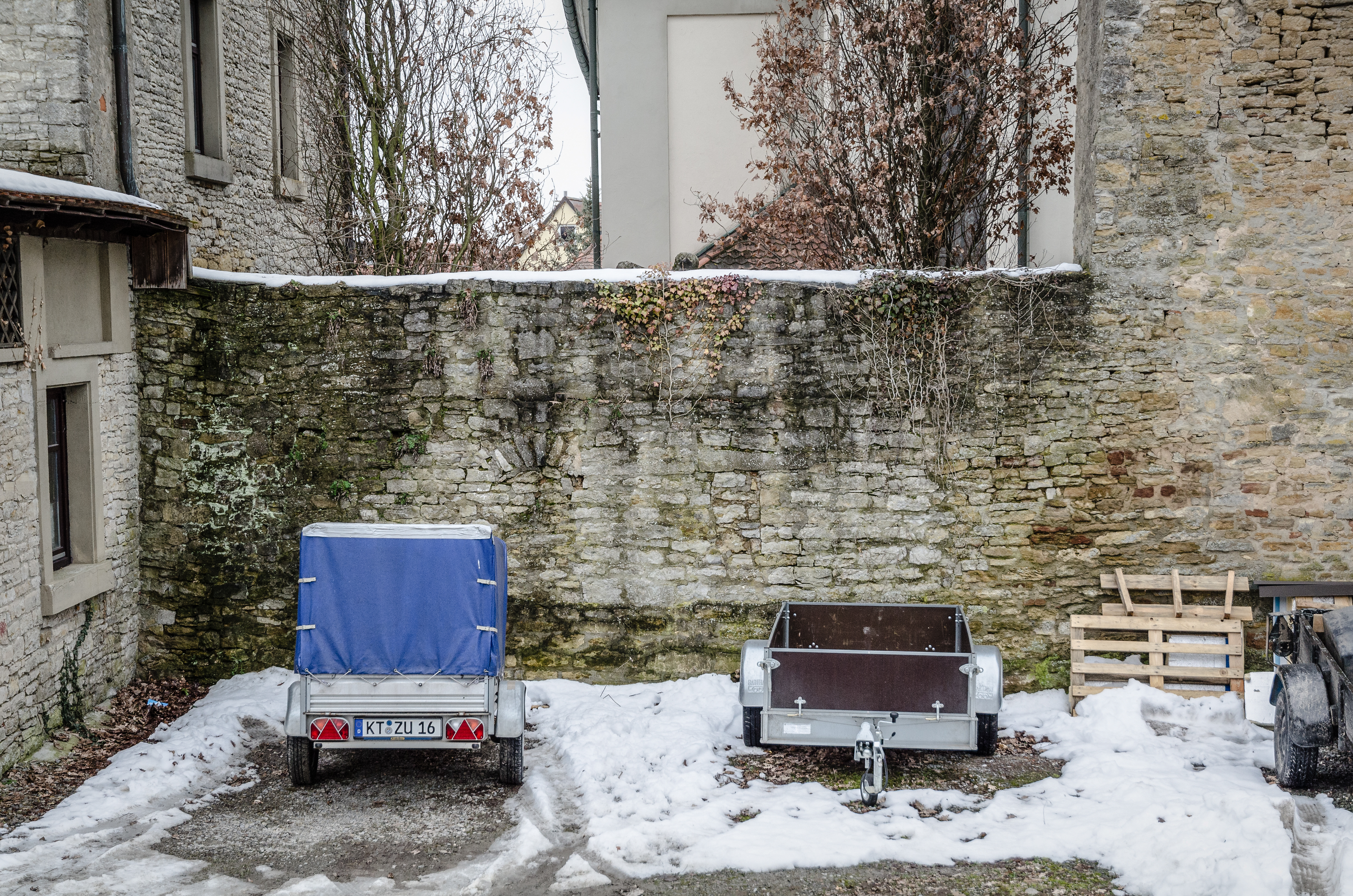
Rathausplatz 10, Stadtmauer
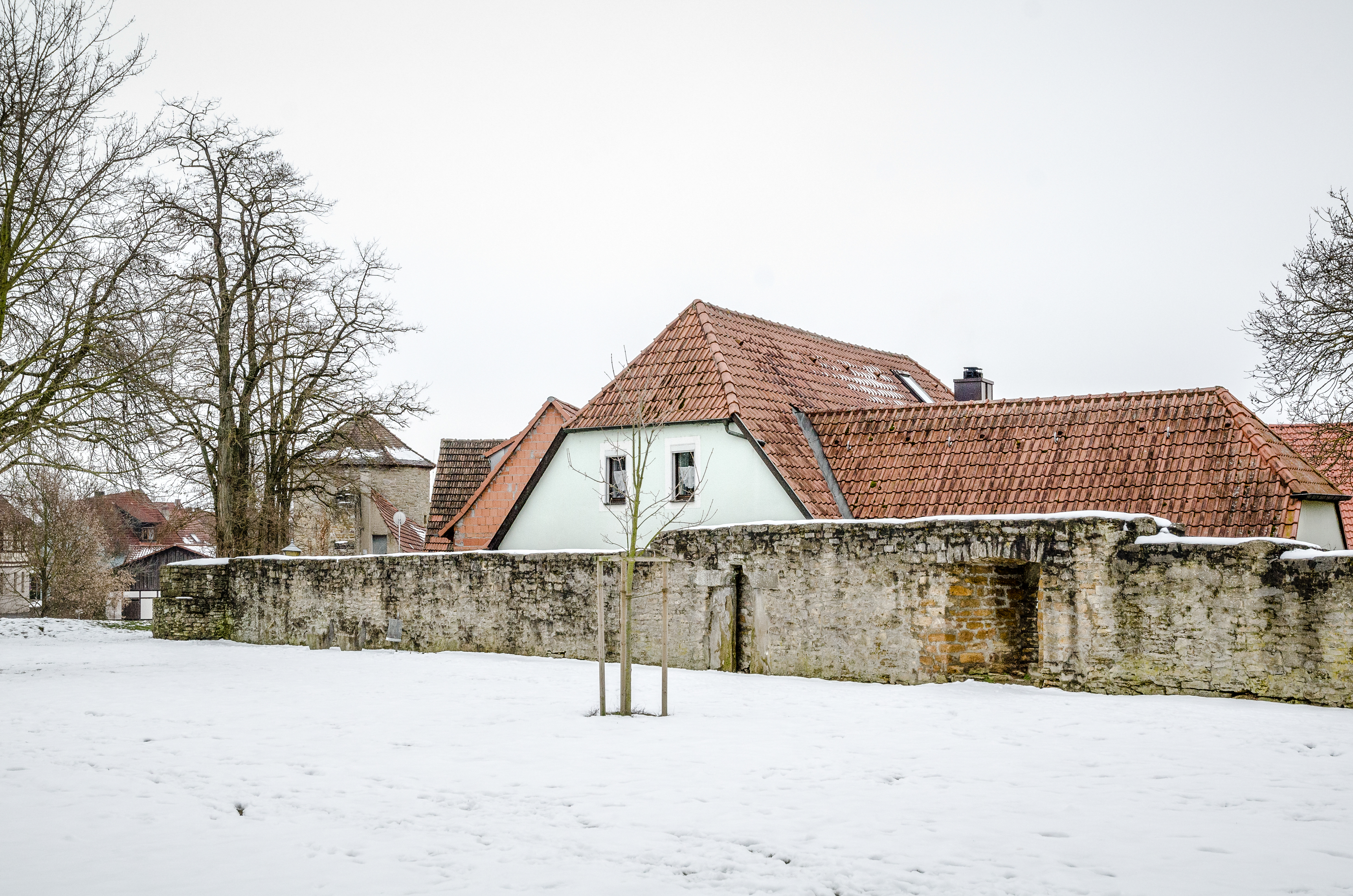
Nördliche Stadtmauer
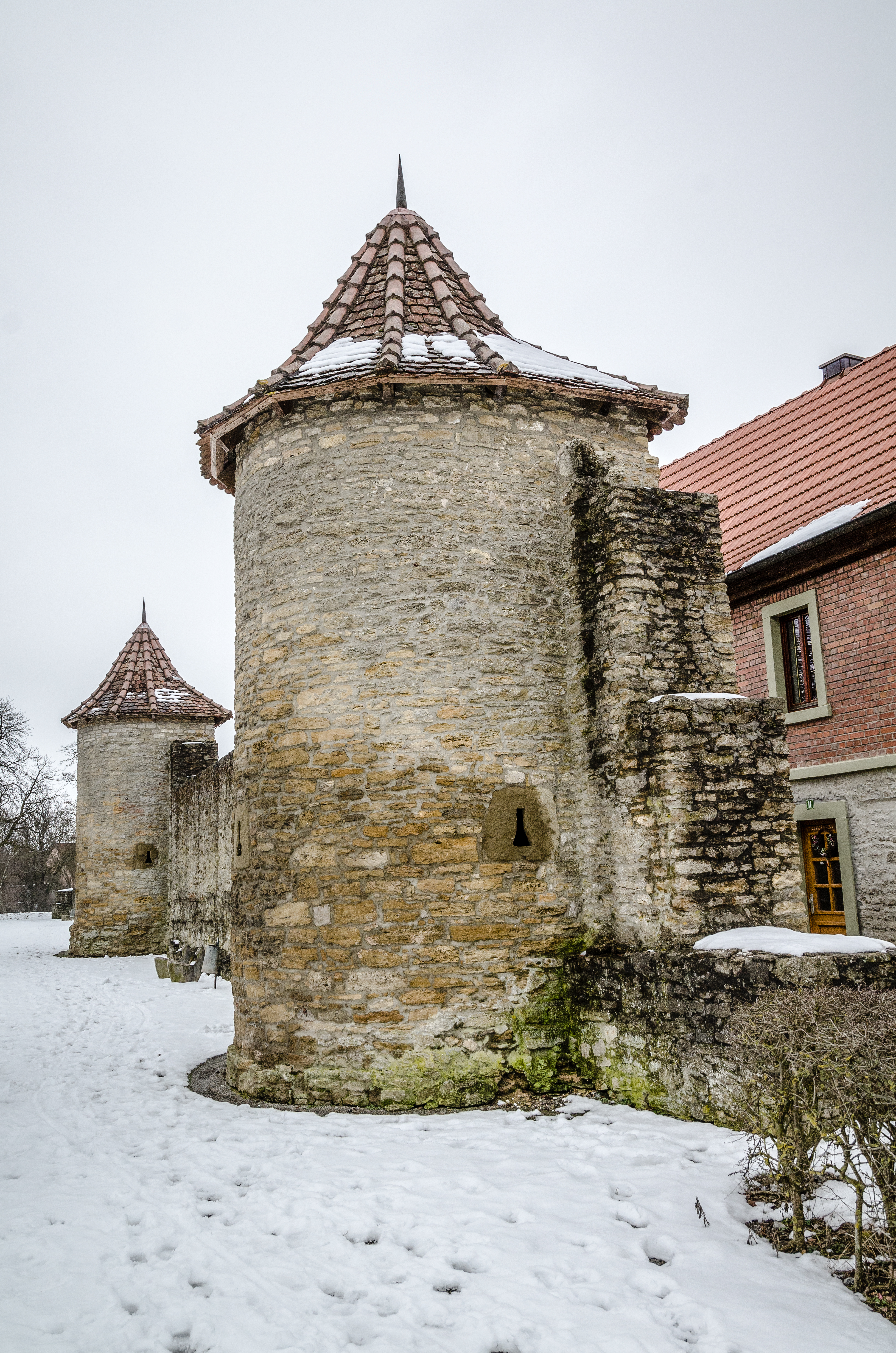
Mauerturm Nähe Nördliche Stadtmauer 11
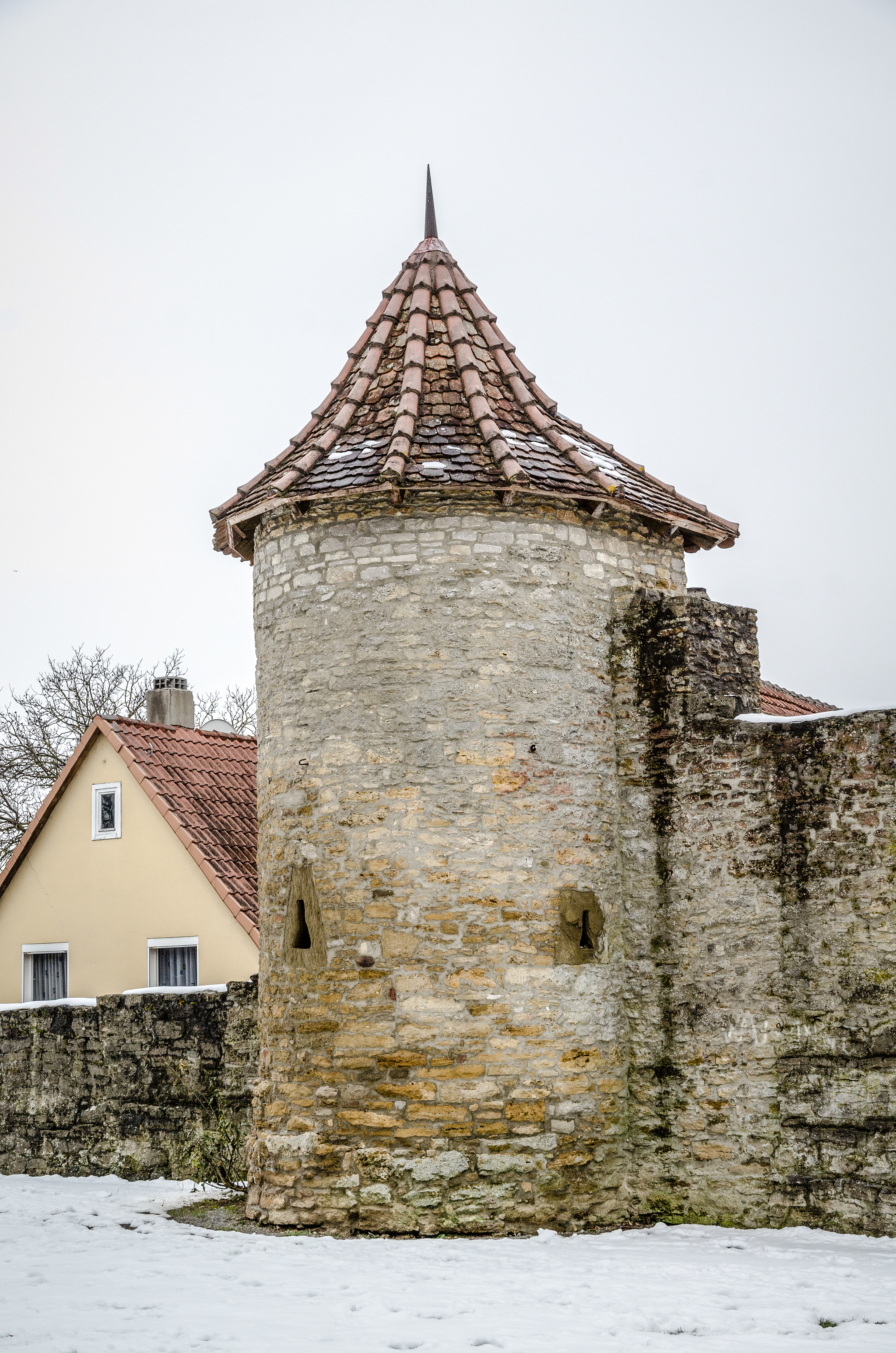
Mauerturm Nähe Nördliche Stadtmauer 9
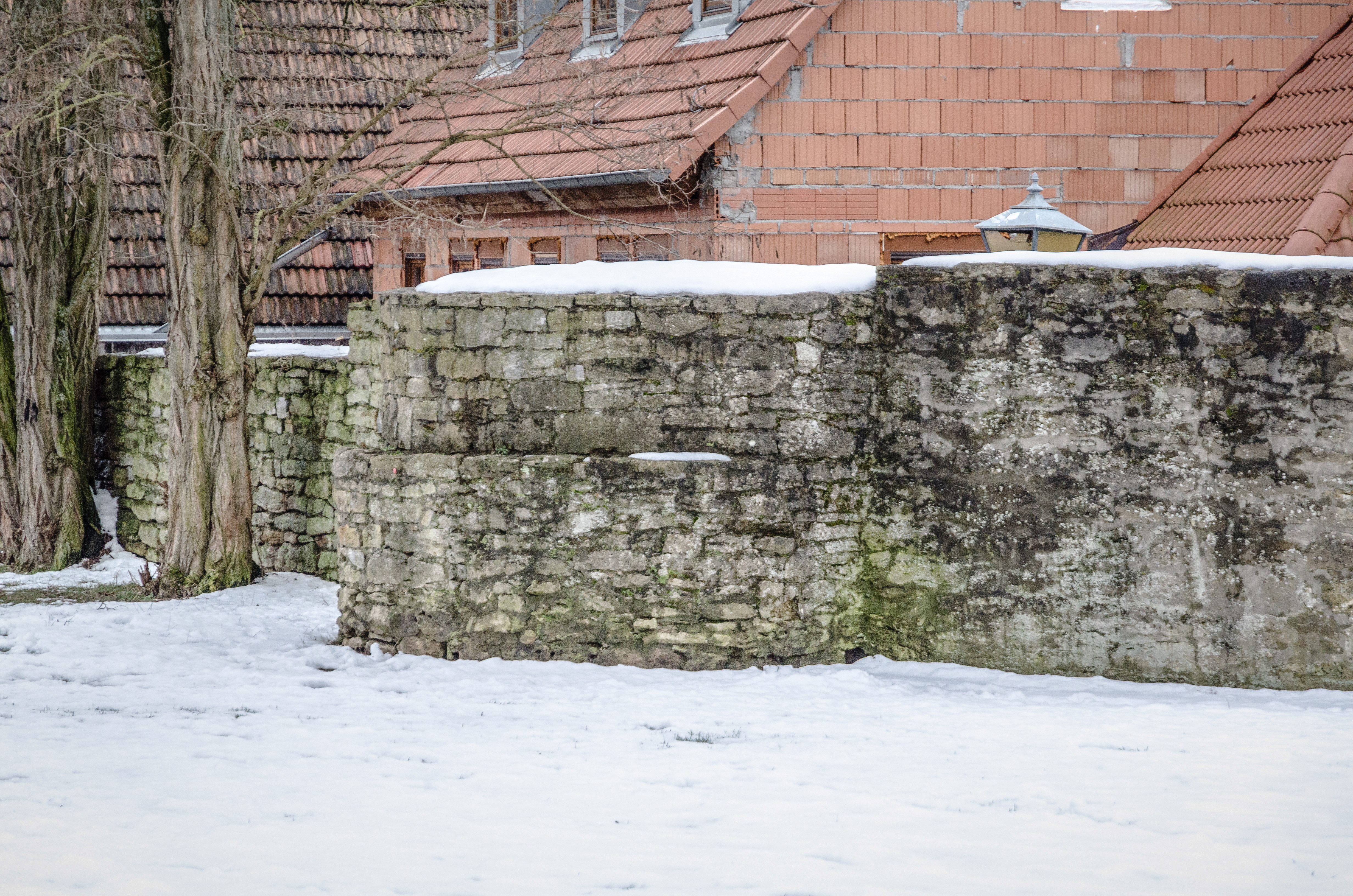
Mauerturm Nähe Nördliche Stadtmauer 3
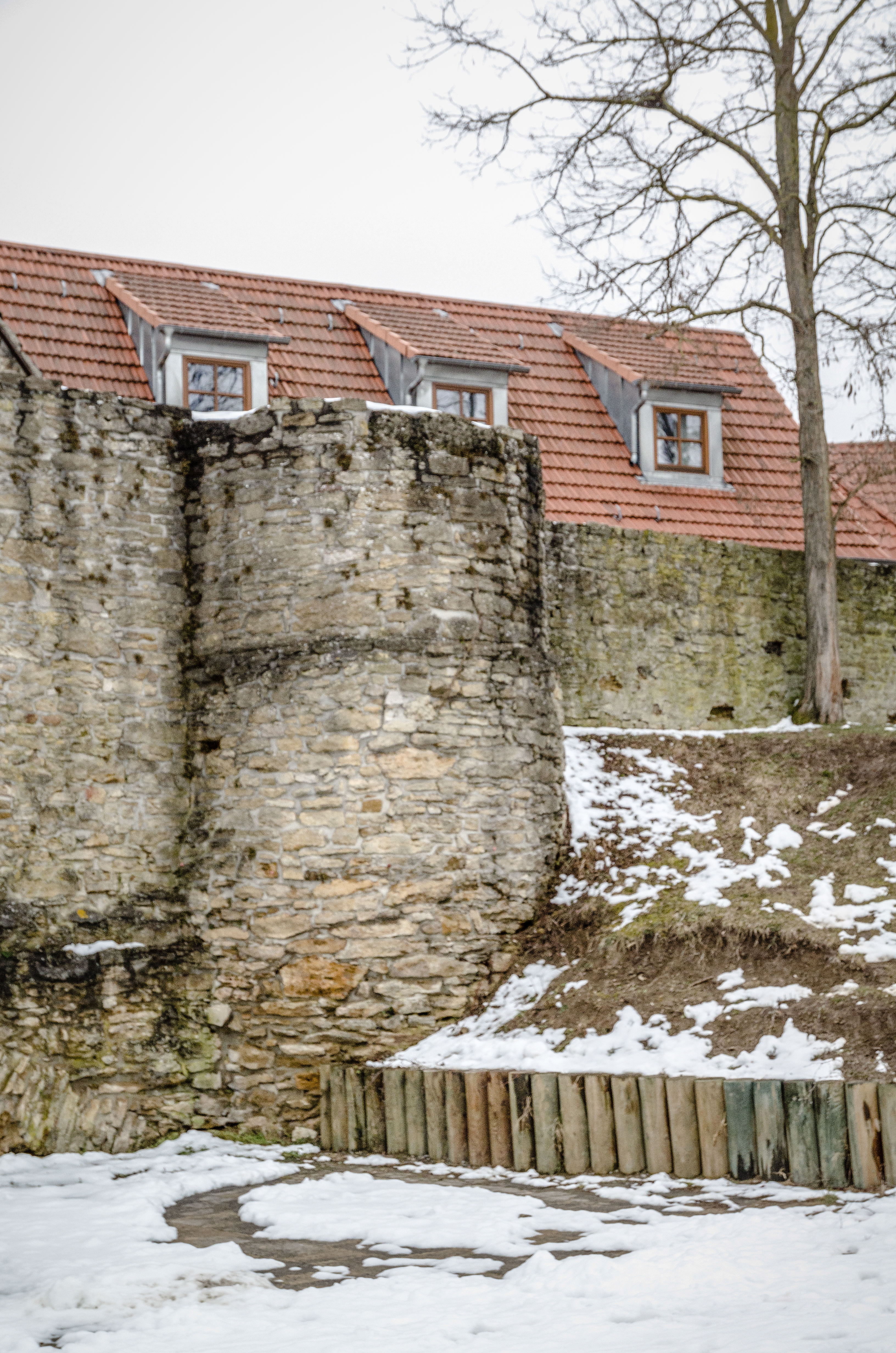
Mauerturm Nähe Nördliche Stadtmauer 1
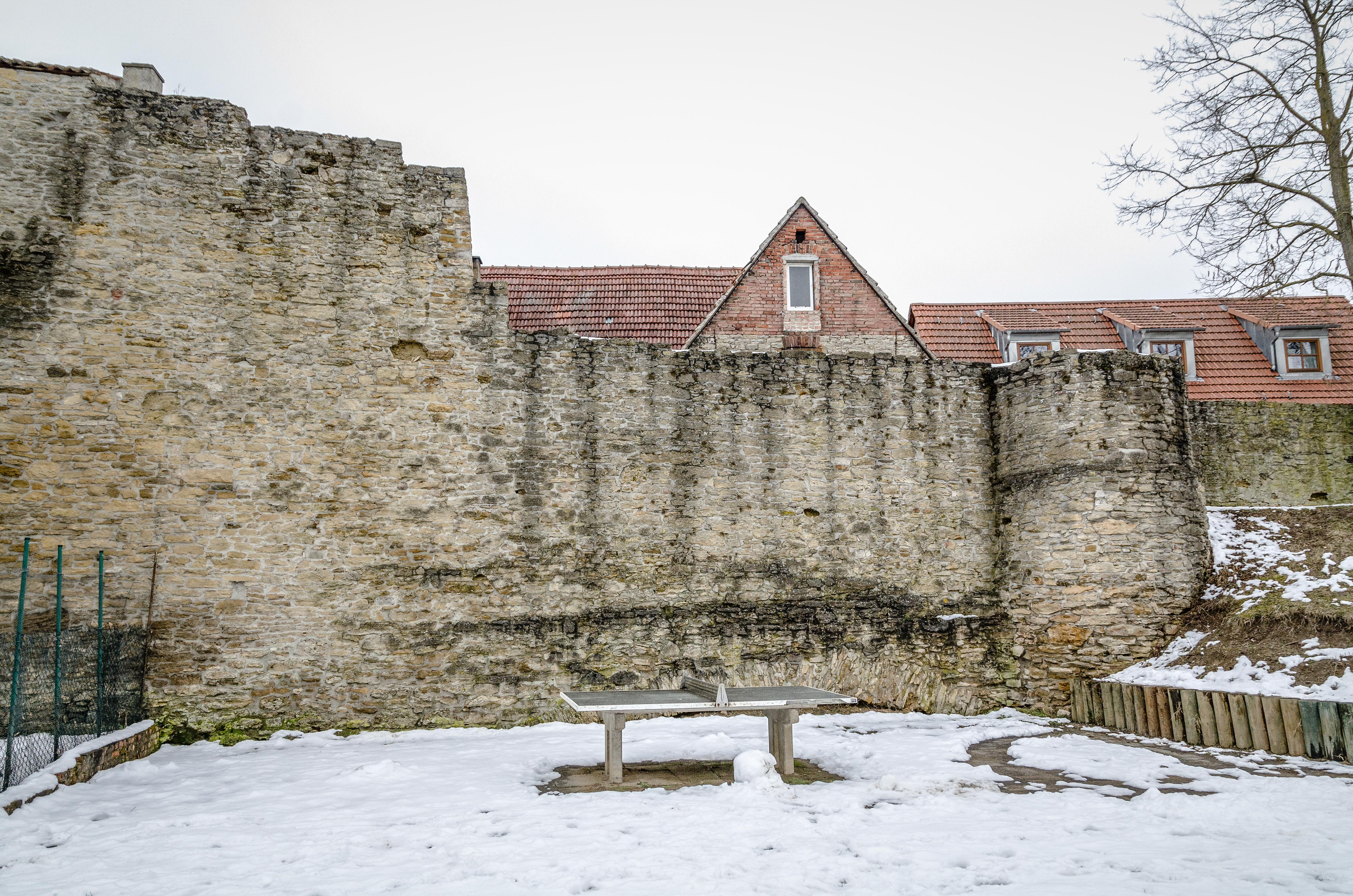
Stadtmauer Nördliche Stadtmauer 2
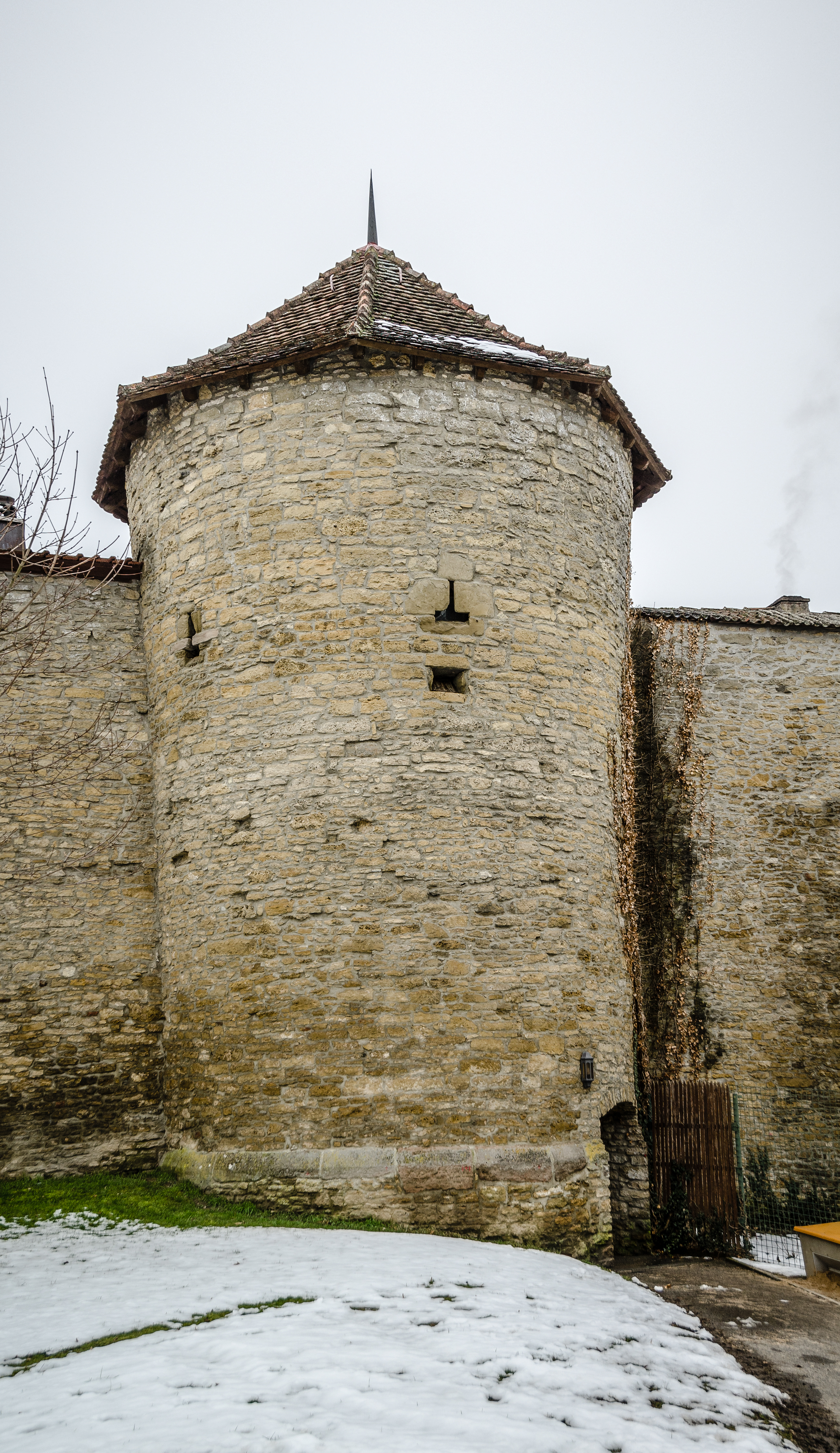
Mauerturm Am Wehrgang
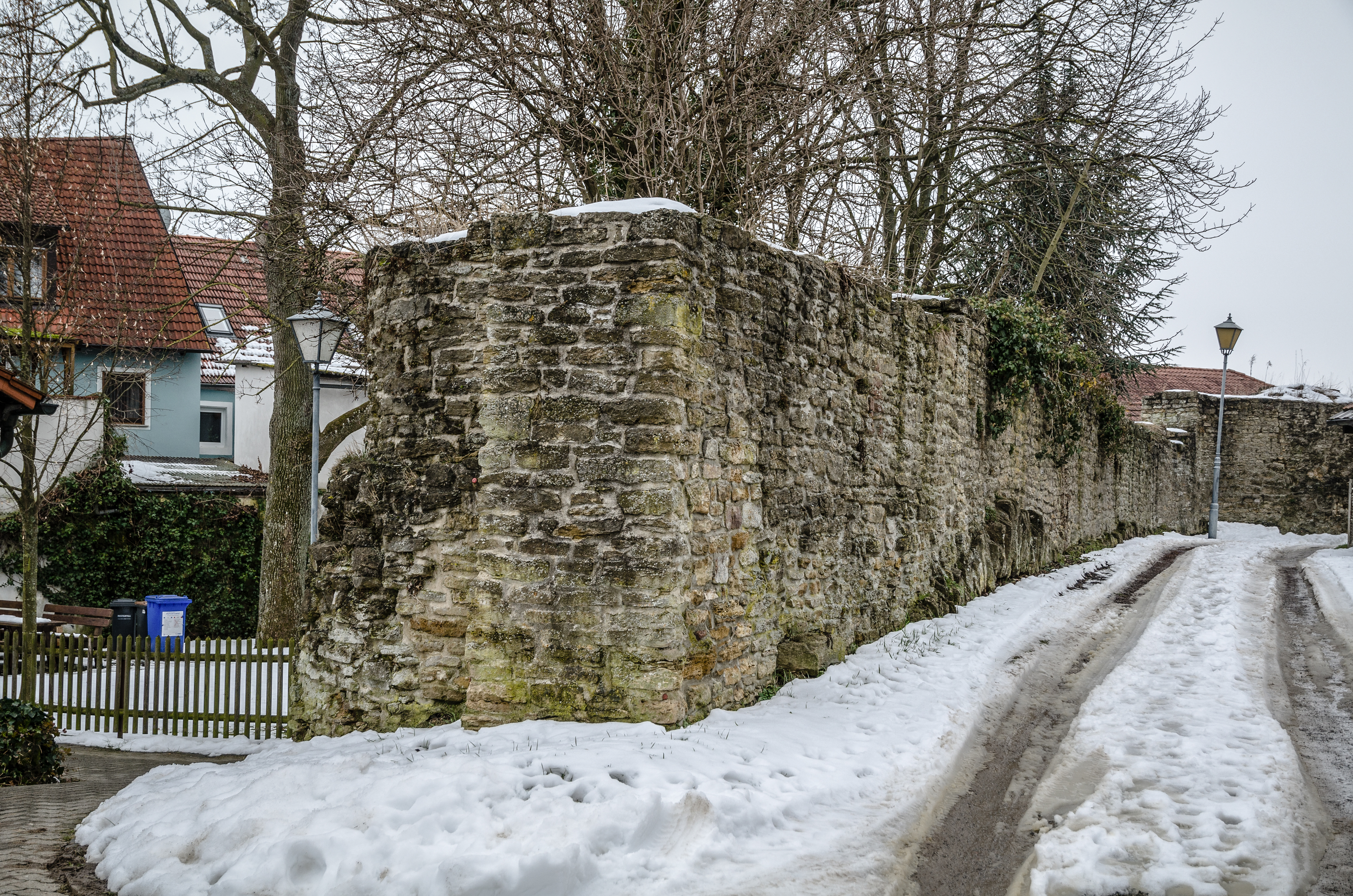
Stadtmauer Am Wehrgang
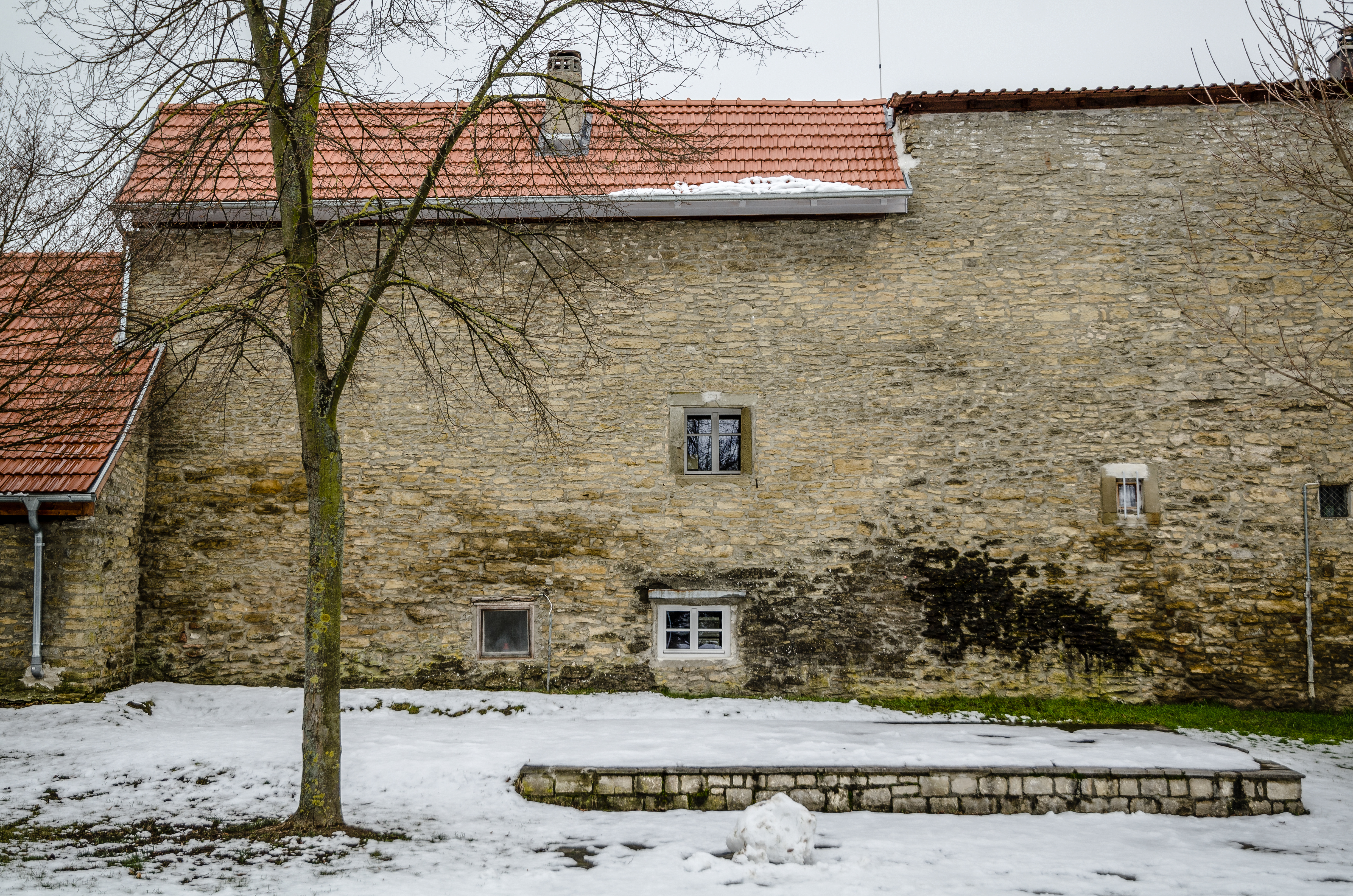
Stadtmauer Am Wehrgang 1
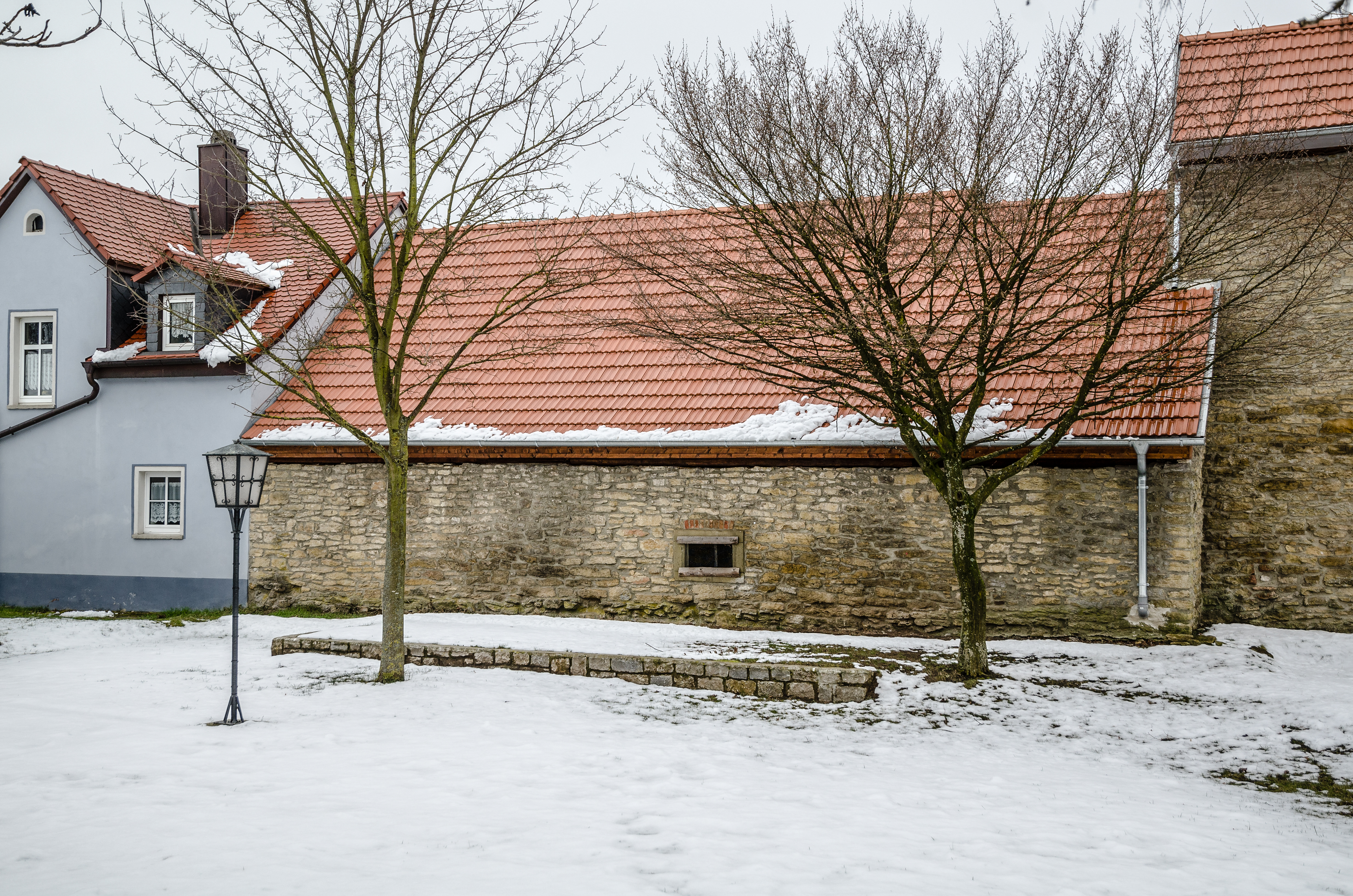
Stadtmauer Am Wehrgang 3
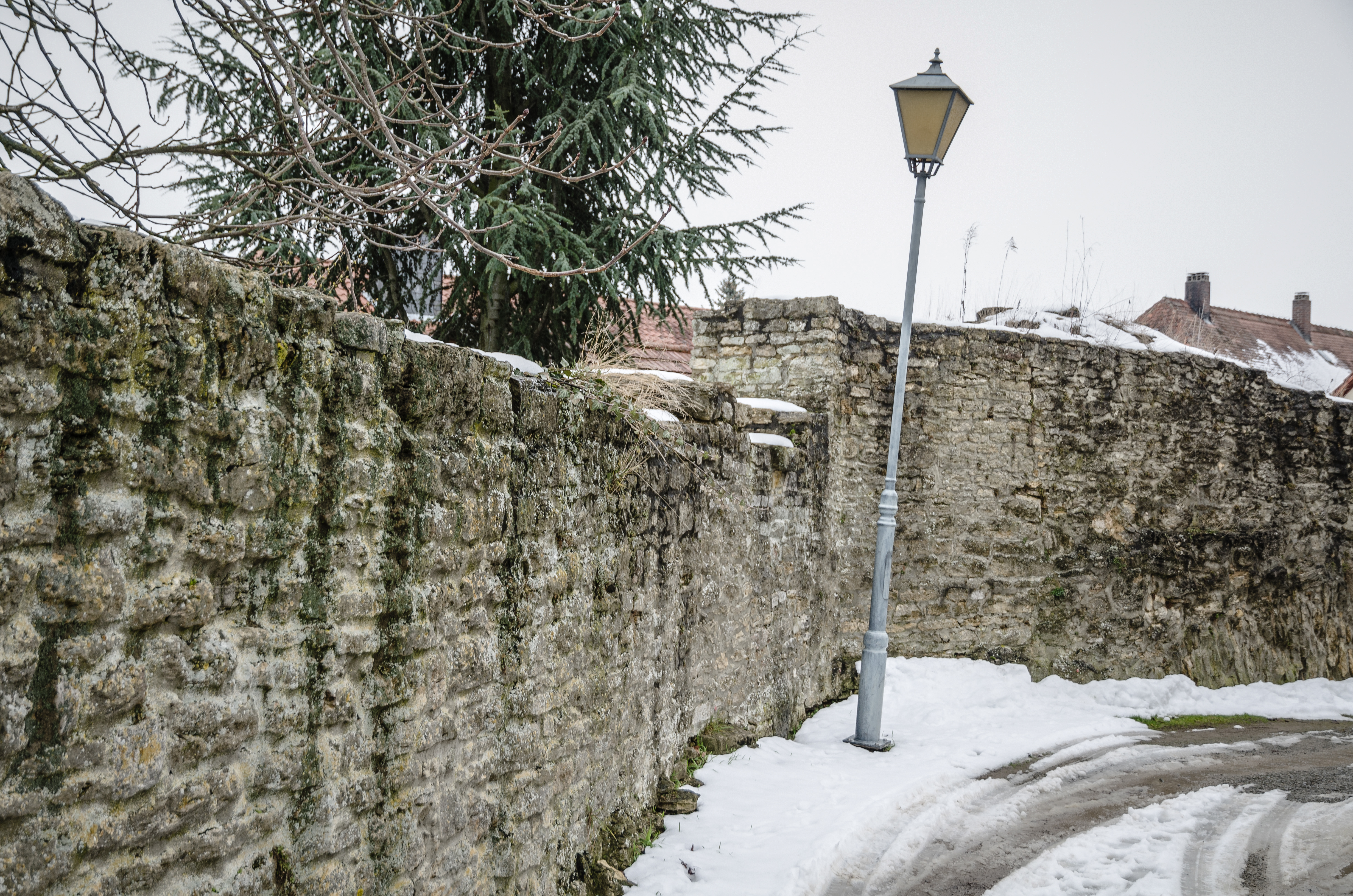
Stadtmauer Am Wehrgang 3

| Lage                        | Objekt     | Beschreibung | Akten-Nr.     | Bild           |
| --------------------------- | ---------- | --- | ------------- | -------------- |
| Nähe Herrnstraße (Standort) | Oberes Tor | Torturm mit spitzbogiger Tordurchfahrt mit Abfassung für Zugbrücke, Erdgeschoss aus Quadermauerwerk, darüber liegende Geschosse aus verputzten Mauerwerk mit aufgeputzter Eckquaderung und Turmuhr, massiver oktogonaler Aufsatz mit Lisenengliederung und Okuli, Mansarddach, im Kern um 1400, Umbau durch Inschrift in Holzbalken 1648 dokumentiert, im 18. Jahrhundert umgestaltet, Durchbruch der Stadtmauer für Fußgänger in den 1930er Jahren | D-6-75-144-41 | weitere Bilder |

- Herrnstraße 52 (Lage): Stadtmauer, um 1400
- Herrnstraße 52 (Lage): Befestigungsturm, um 1400
- Kellergasse (Lage): Stadtmauer, entlang des Straßenzugs, um 1400
- Kellergasse 1 (Lage): Befestigungsturm, um 1400
- Kellergasse 3 (Lage): Stadtmauer, um 1400
- Kellergasse 3 (Lage): Befestigungsturm, um 1400
- Nähe Kellergasse 4 (Lage): Befestigungsturm, um 1400
- Nähe Kellergasse 6 (Lage): Befestigungsturm, um 1400
- Klostergasse 7 (Lage): Stadtmauer, um 1400
- Klostergasse 9 (Lage): Stadtmauer, um 1400
- Klostergasse 11 (Lage): Stadtmauer, um 1400
- Klostergasse 13 (Lage): Stadtmauer, um 1400
- Sonnengasse 5 (Lage): Stadtmauer, um 1400
- Sonnengasse 7 (Lage): Stadtmauer, um 1400
- Sonnengasse 9 (Lage): Befestigungsturm, um 1400
- Sonnengasse 9 (Lage): Stadtmauer, um 1400
- Sonnengasse 11 (Lage): Stadtmauer, um 1400
- Badgasse 15 (Lage): Stadtmauer, um 1400
- Südliche Stadtmauer 2 (Lage): Befestigungsturm, um 1400
- Südliche Stadtmauer 2 (Lage): Stadtmauer, um 1400
- Südliche Stadtmauer (Lage): Stadtmauer, entlang des Straßenzugs, um 1400
- Südliche Stadtmauer (Lage): Befestigungsturm, um 1400
- Südliche Stadtmauer (Lage): Befestigungsturm, um 1400
- Südliche Stadtmauer (Lage): Befestigungsturm, um 1400

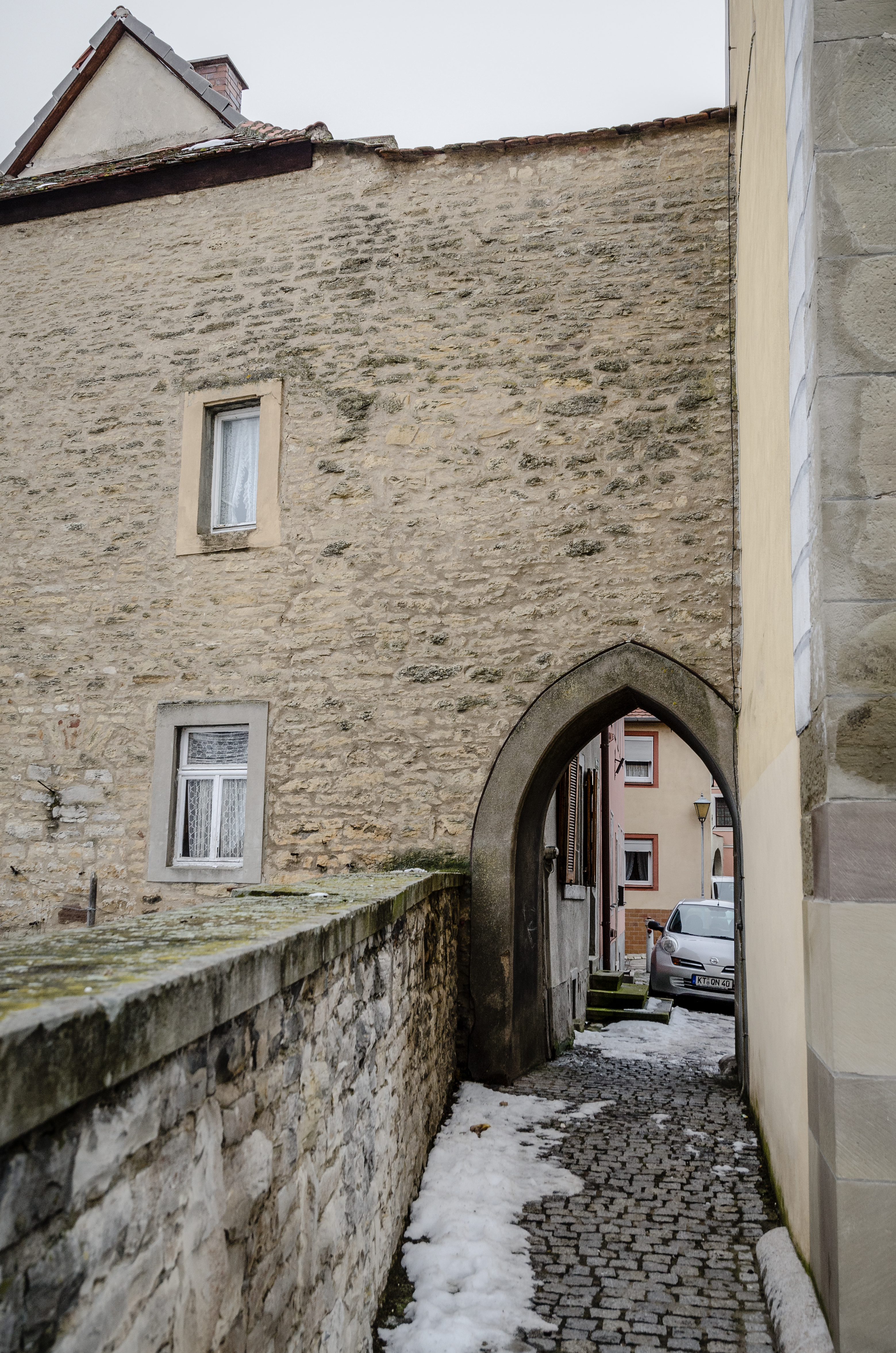
Stadtmauer Herrnstraße 52 weitere Bilder
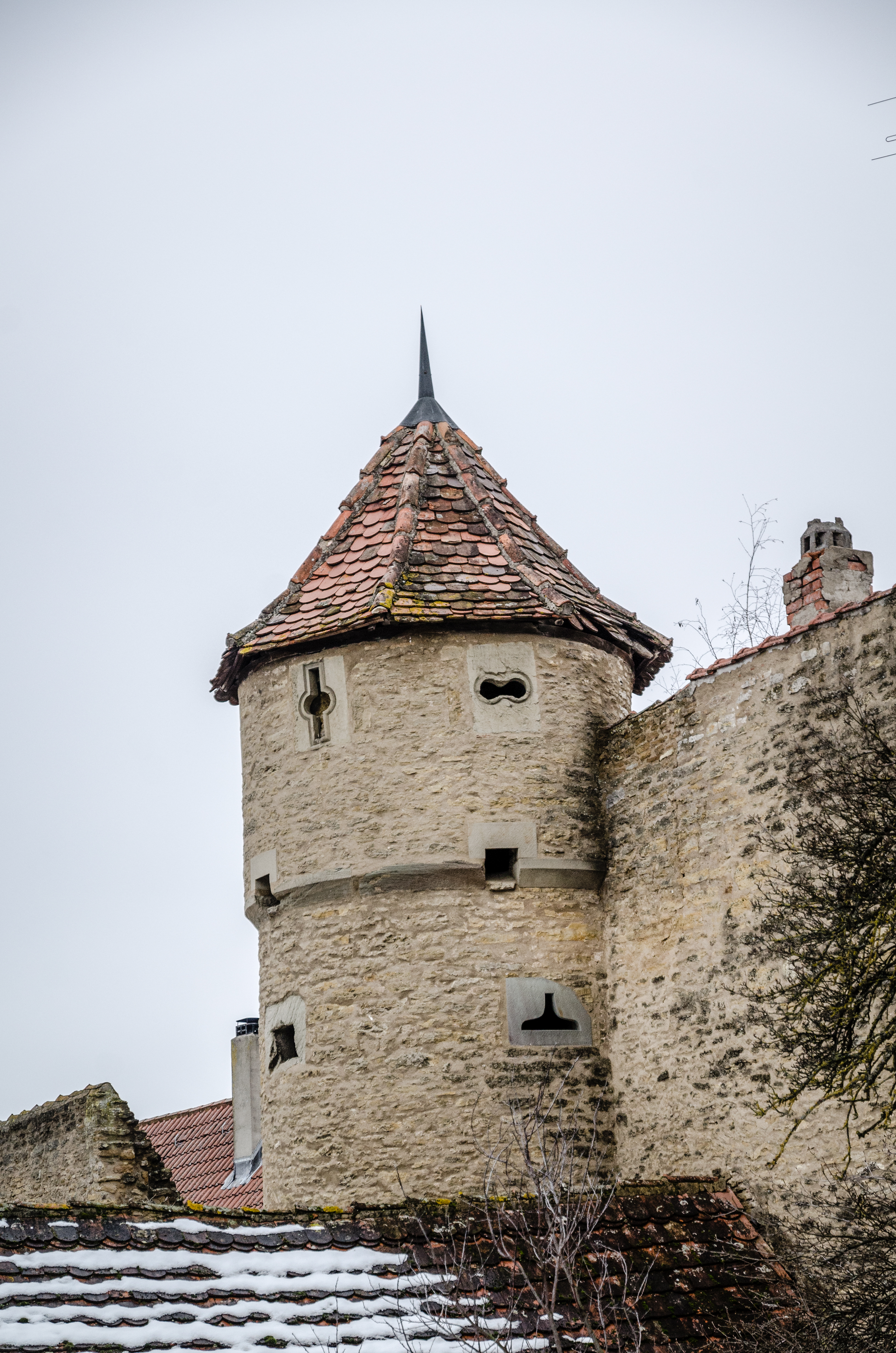
Mauerturm Herrnstraße 52 weitere Bilder
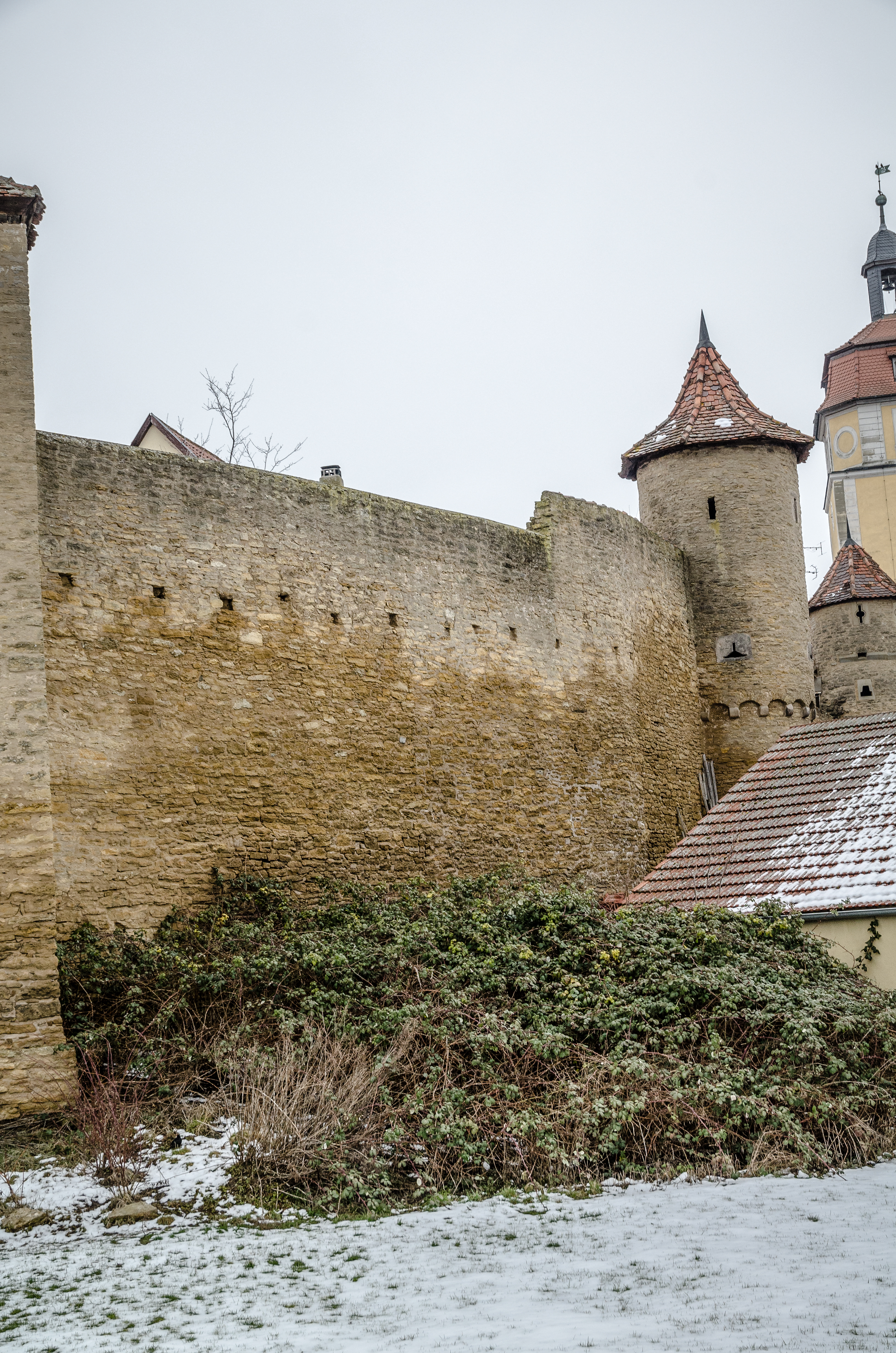
Stadtmauer Kellergasse 1 weitere Bilder
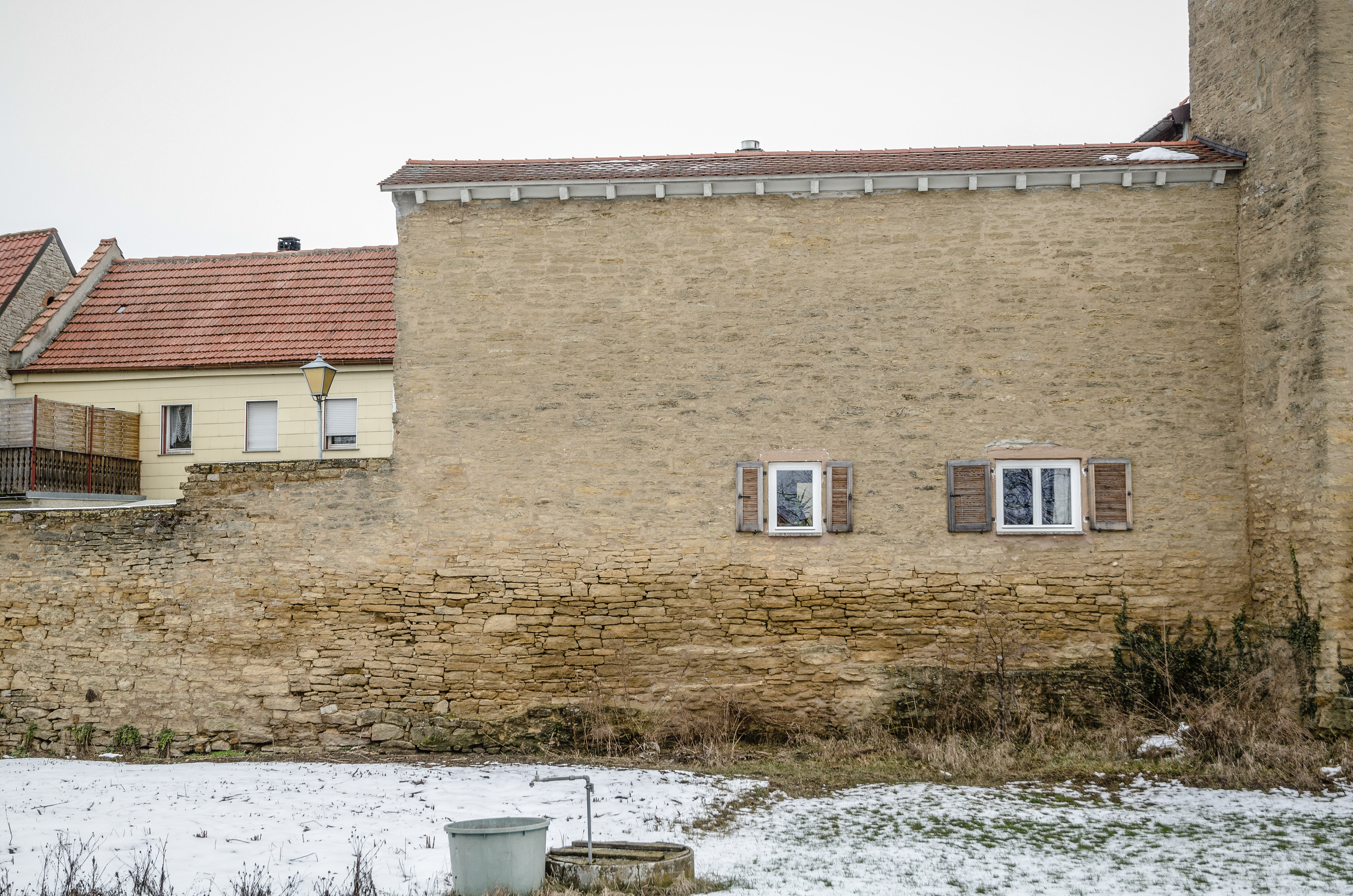
Stadtmauer Kellergasse 3
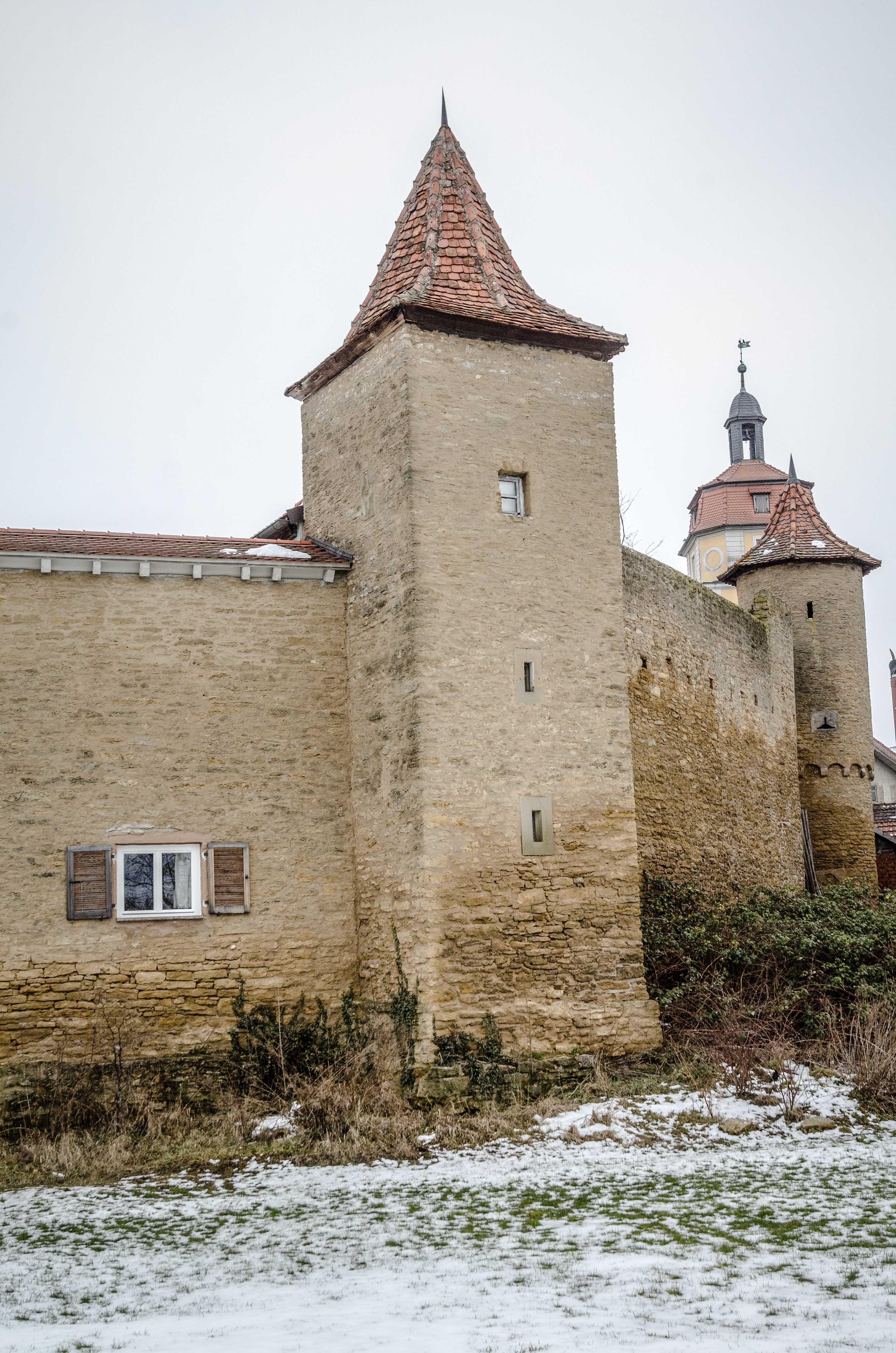
Mauerturm Kellergasse 3
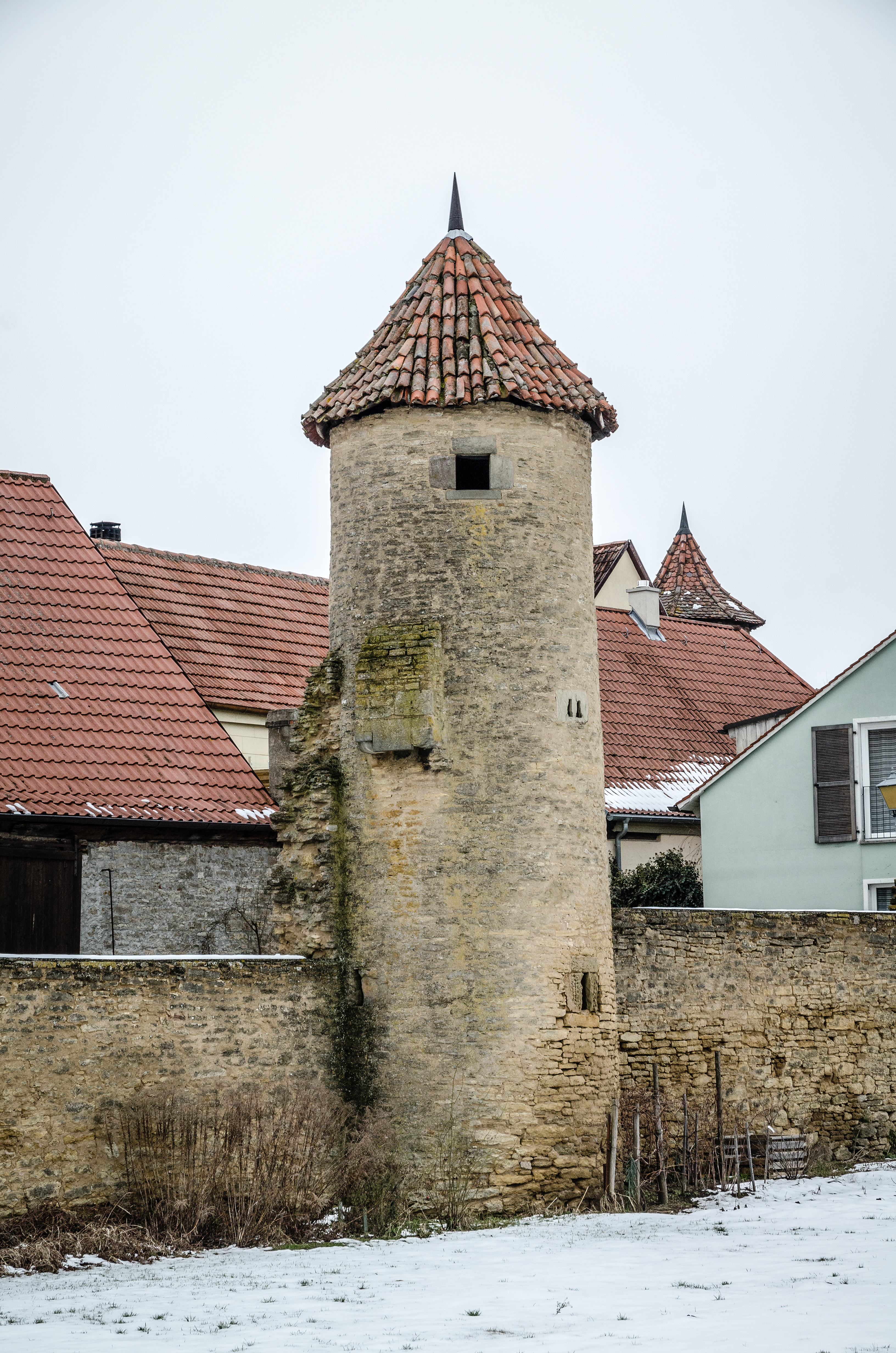
Mauerturm Kellergasse 4
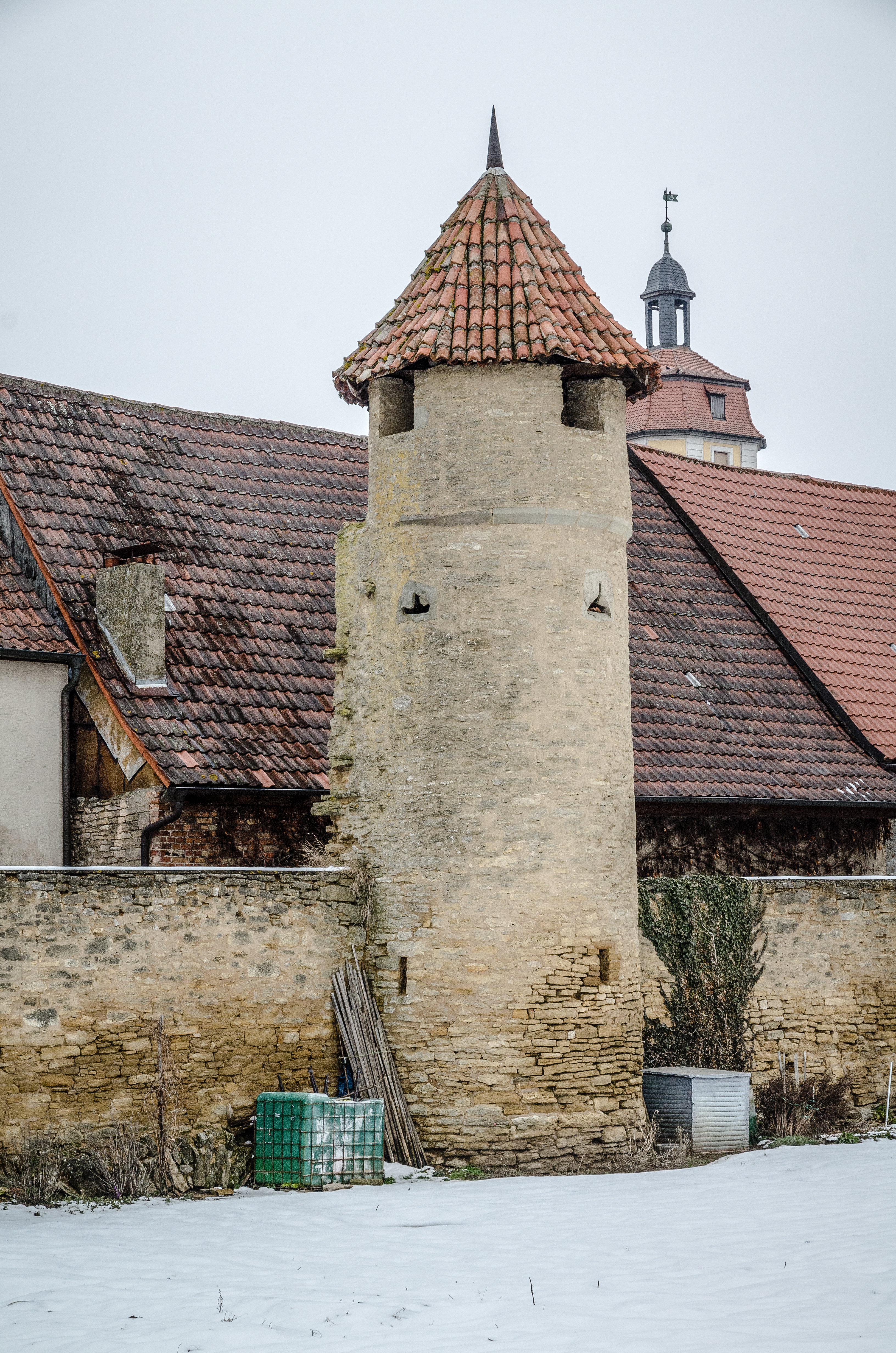
Mauerturm Kellergasse 6
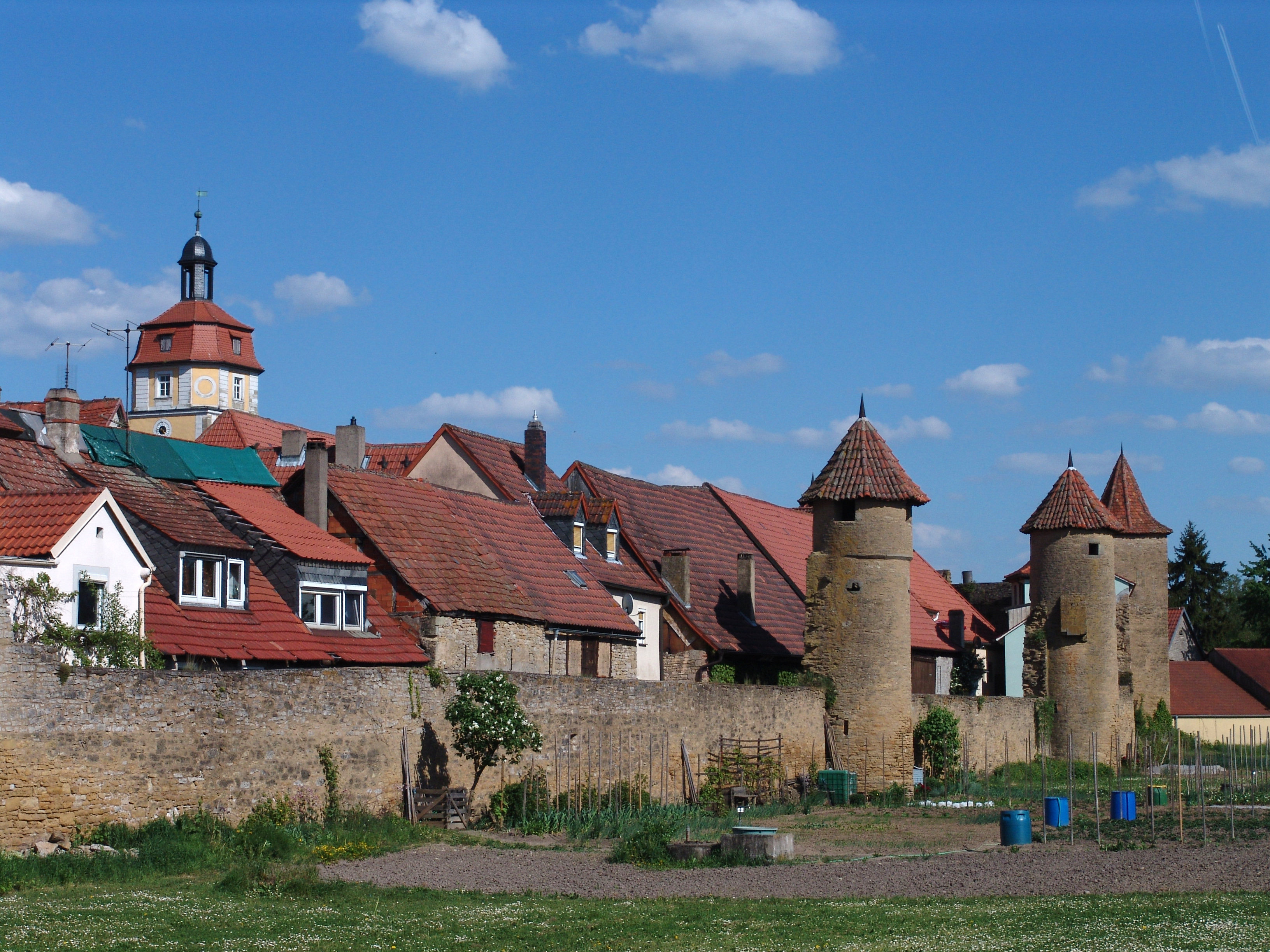
Stadtmauer Klostergasse 7
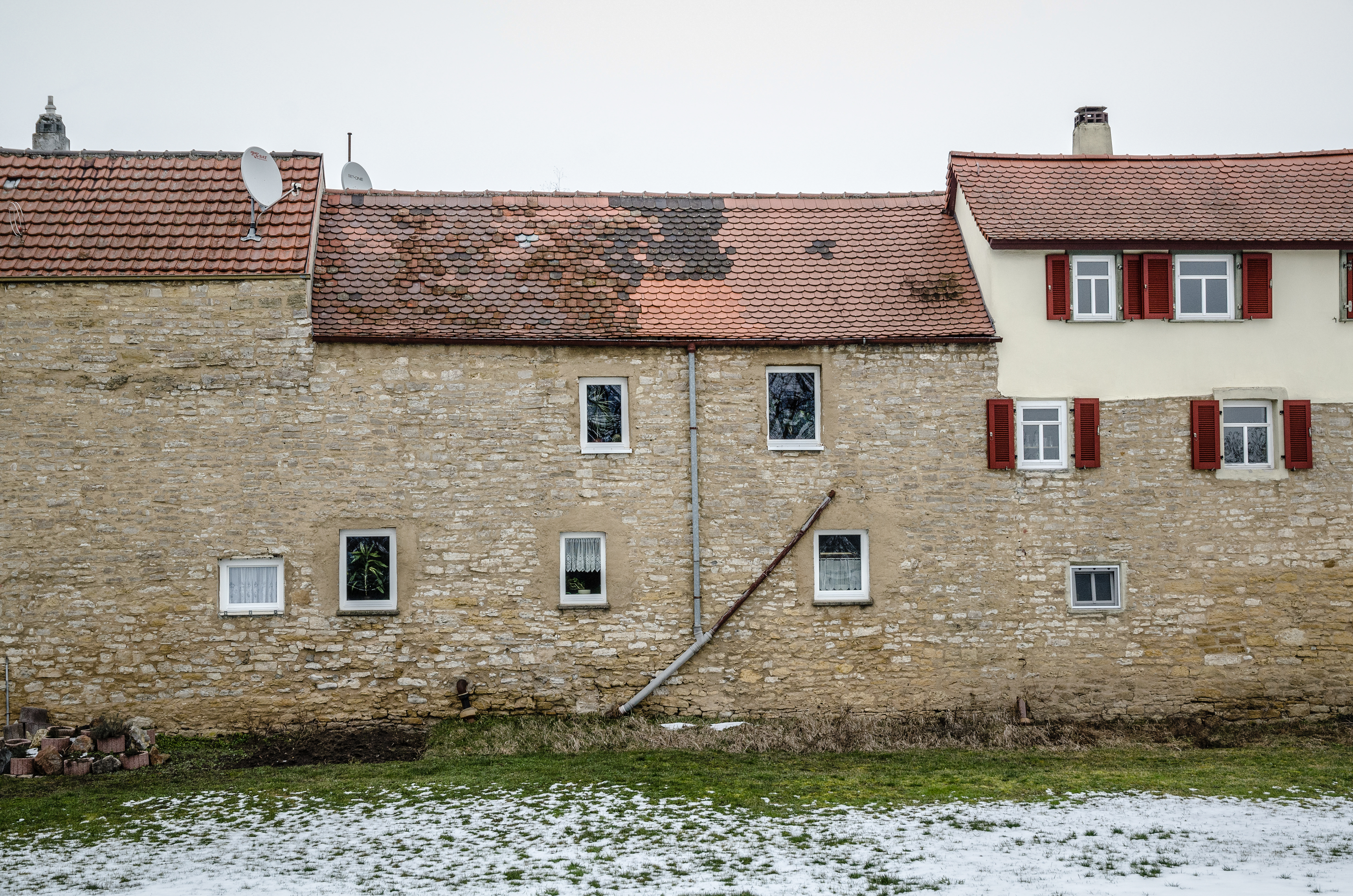
Stadtmauer Klostergasse 9
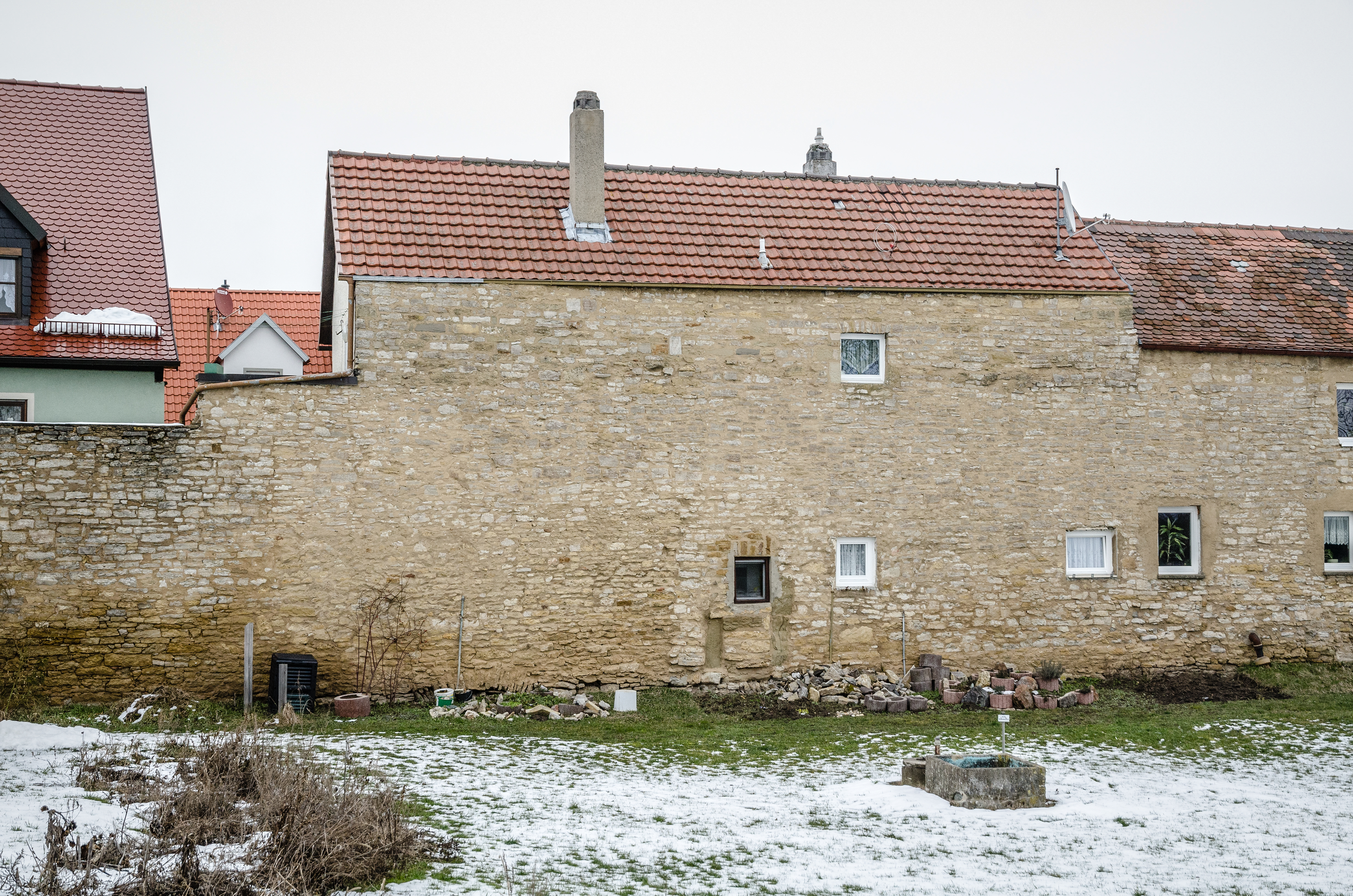
Stadtmauer Klostergasse 11
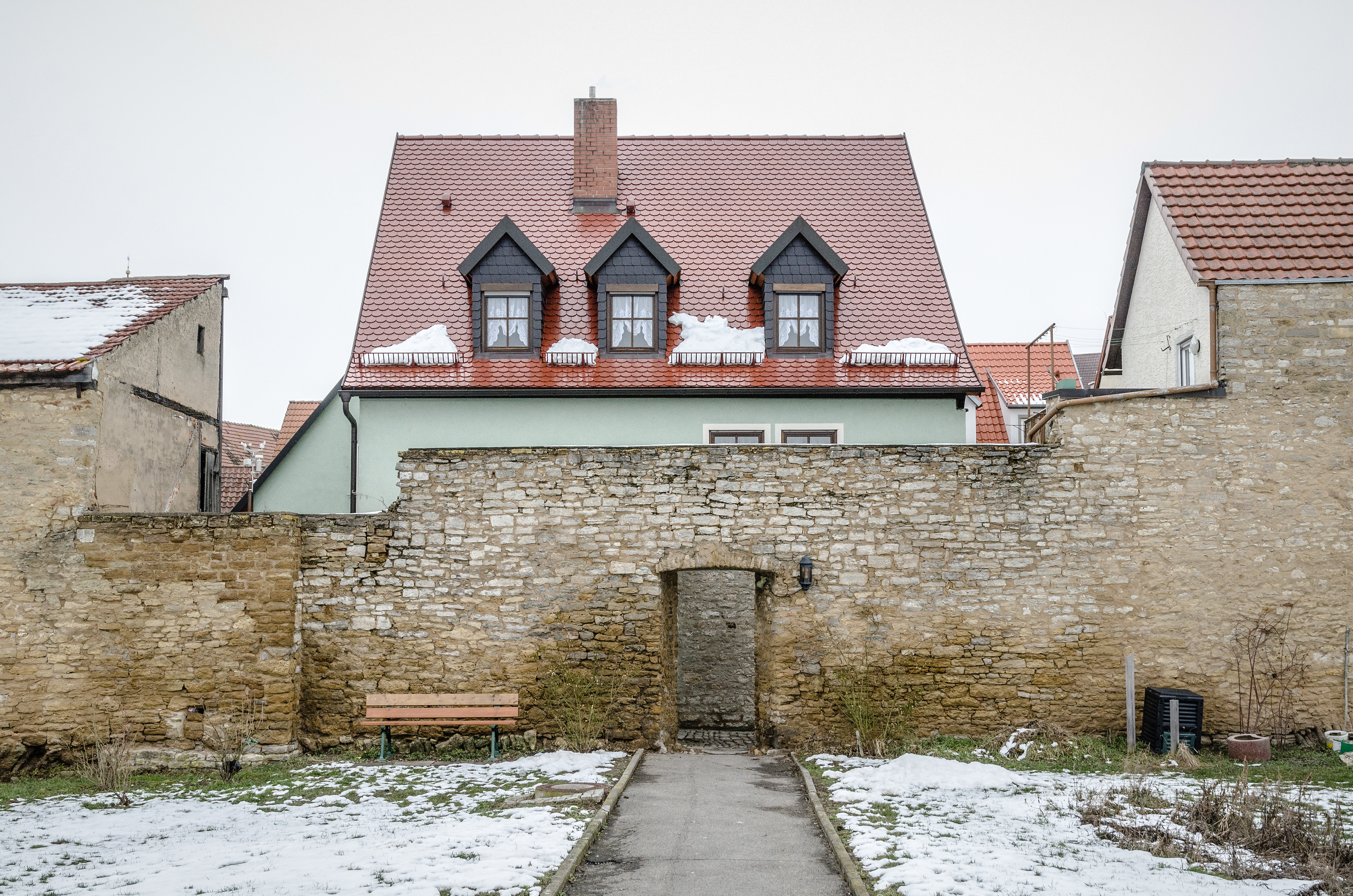
Stadtmauer Klostergasse 13
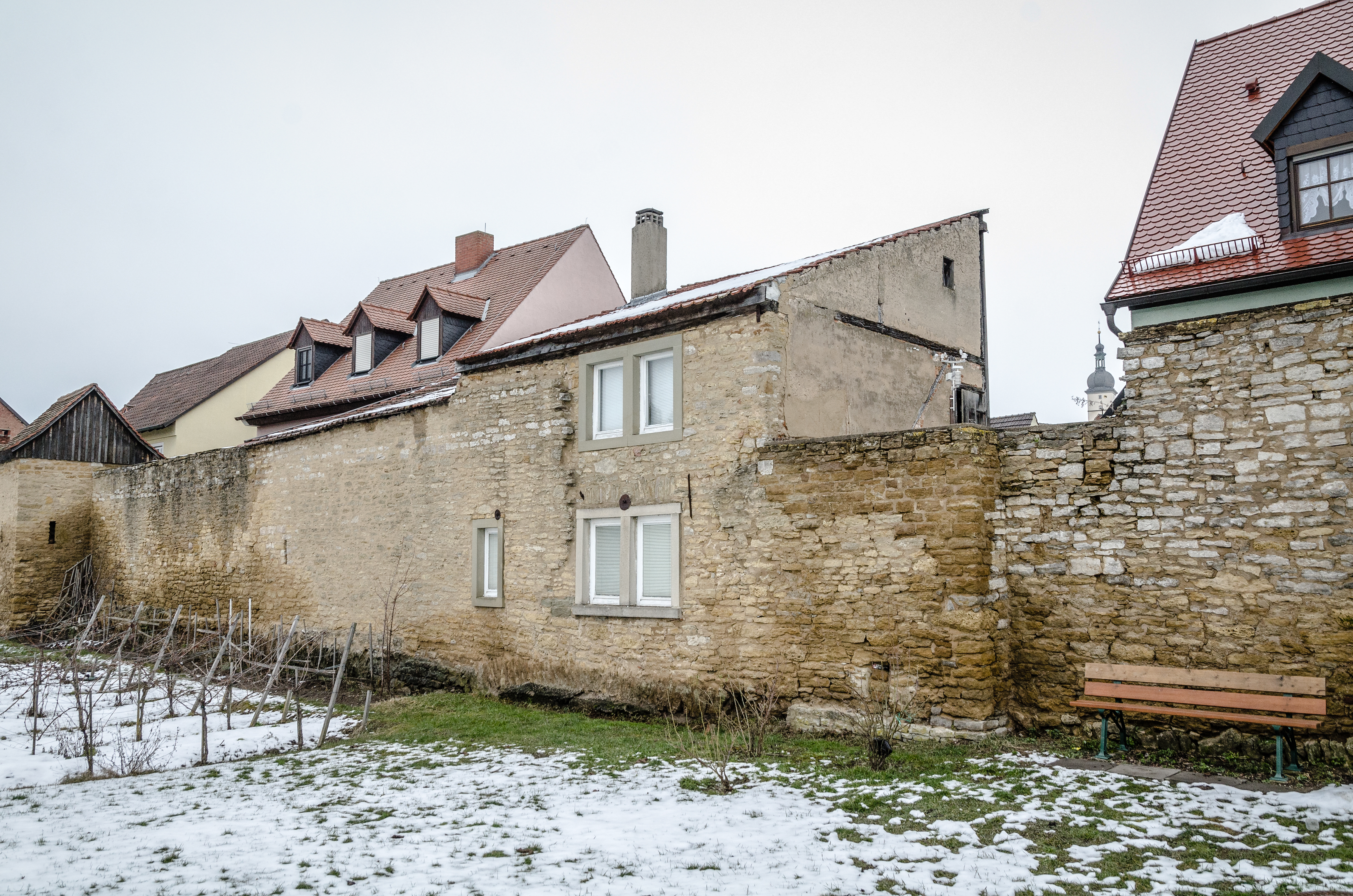
Stadtmauer Sonnengasse 5
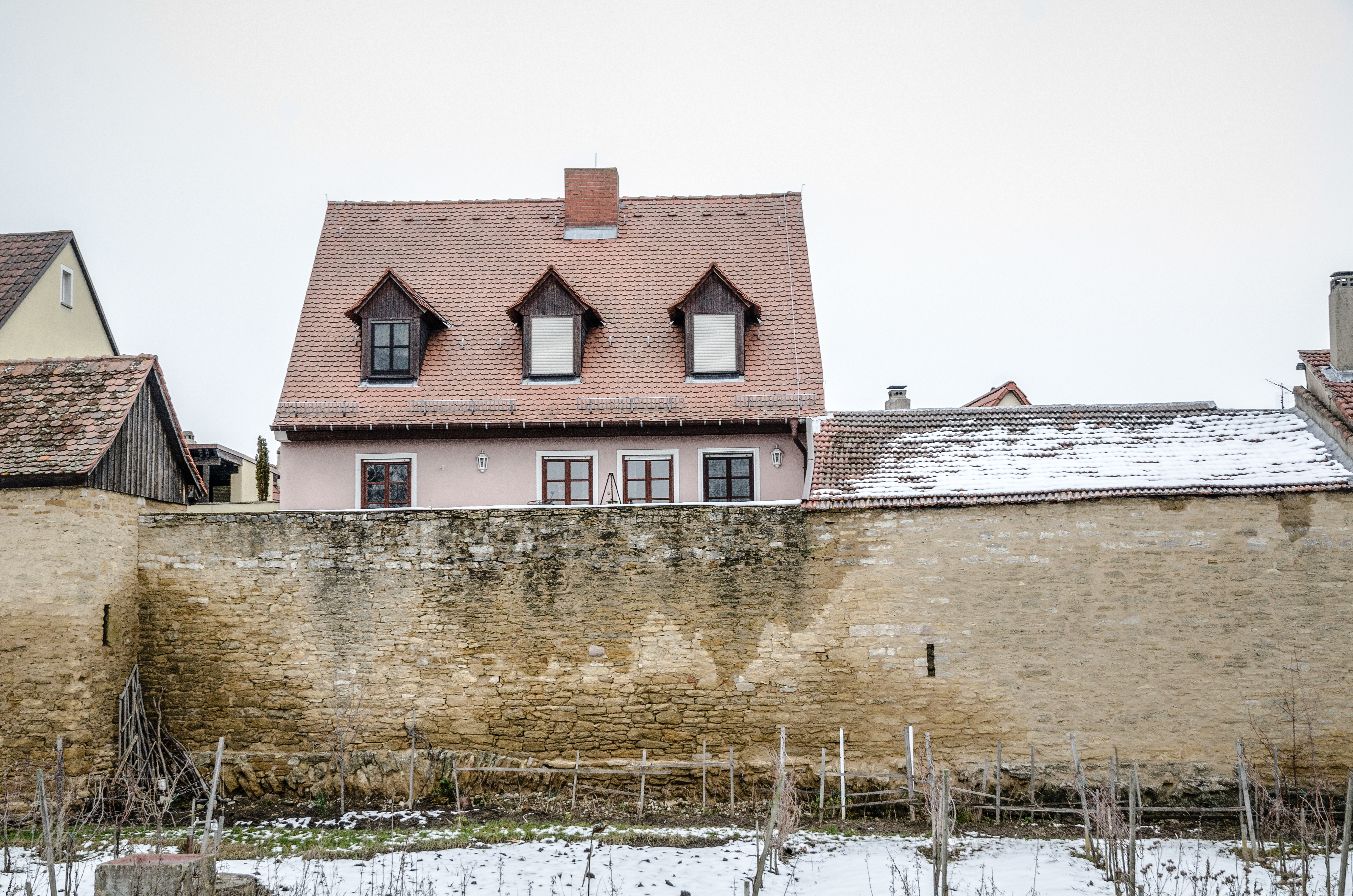
Stadtmauer Sonnengasse 7
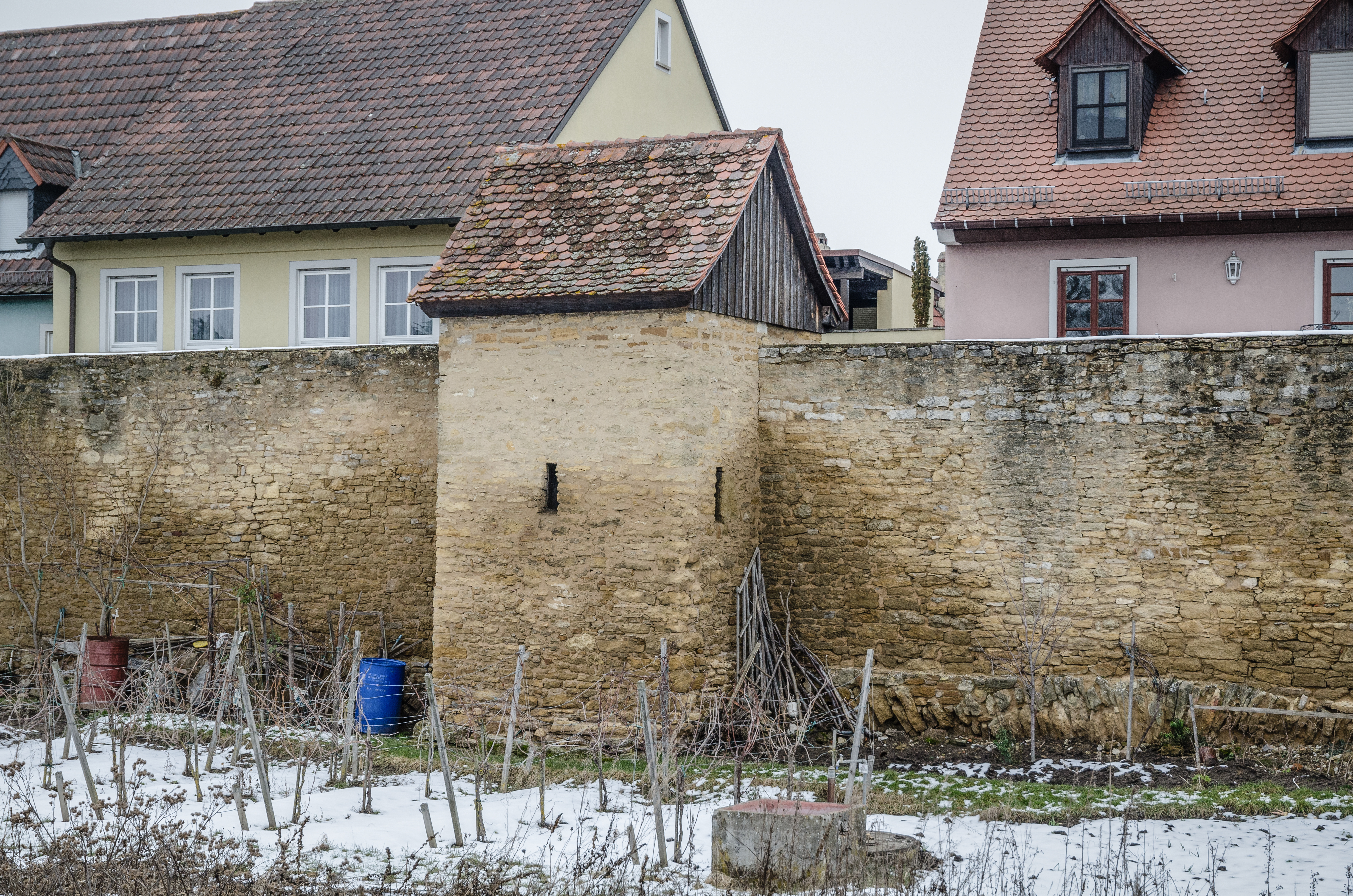
Mauerturm Sonnengasse 9
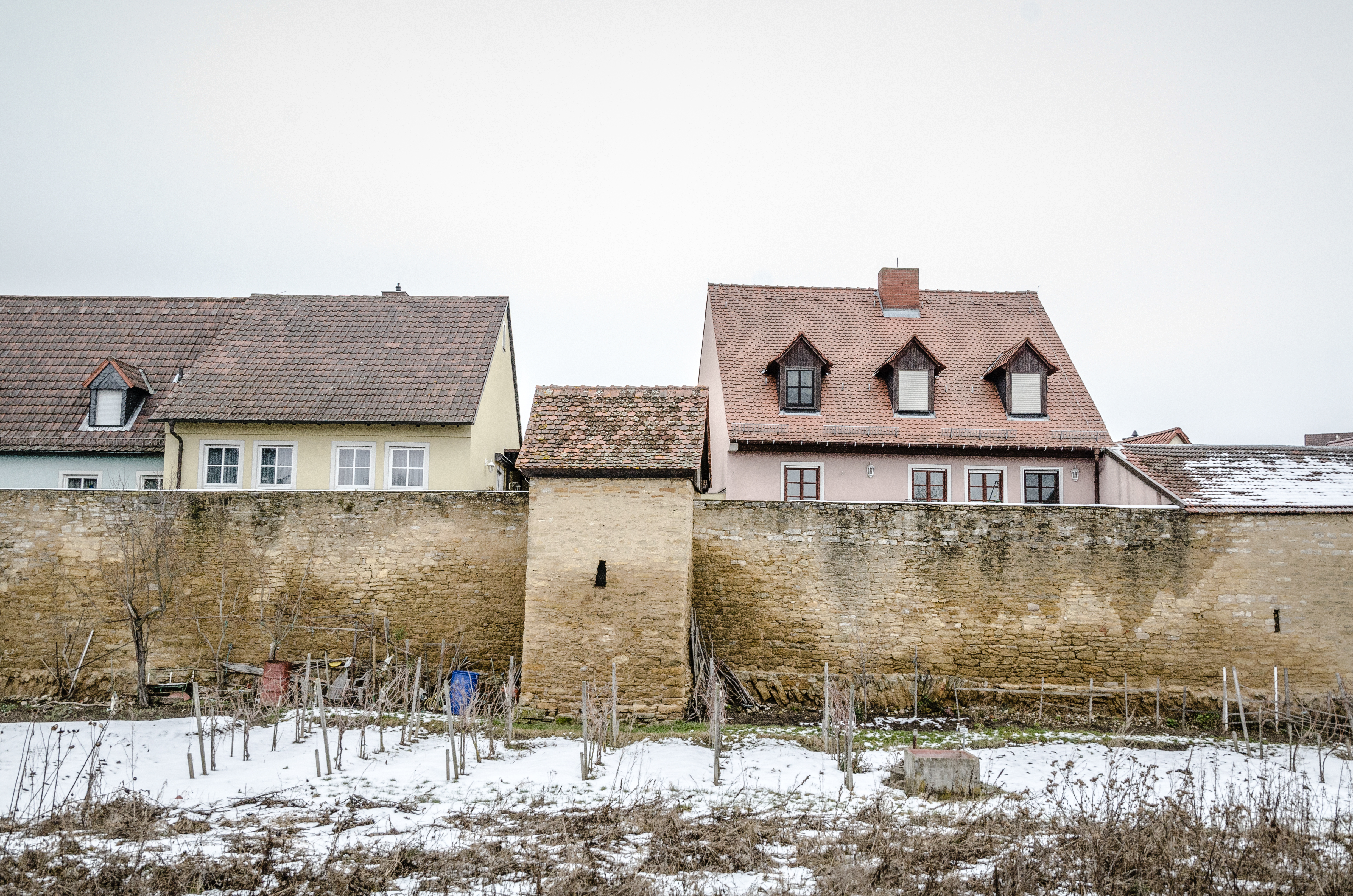
Stadtmauer Sonnengasse 9
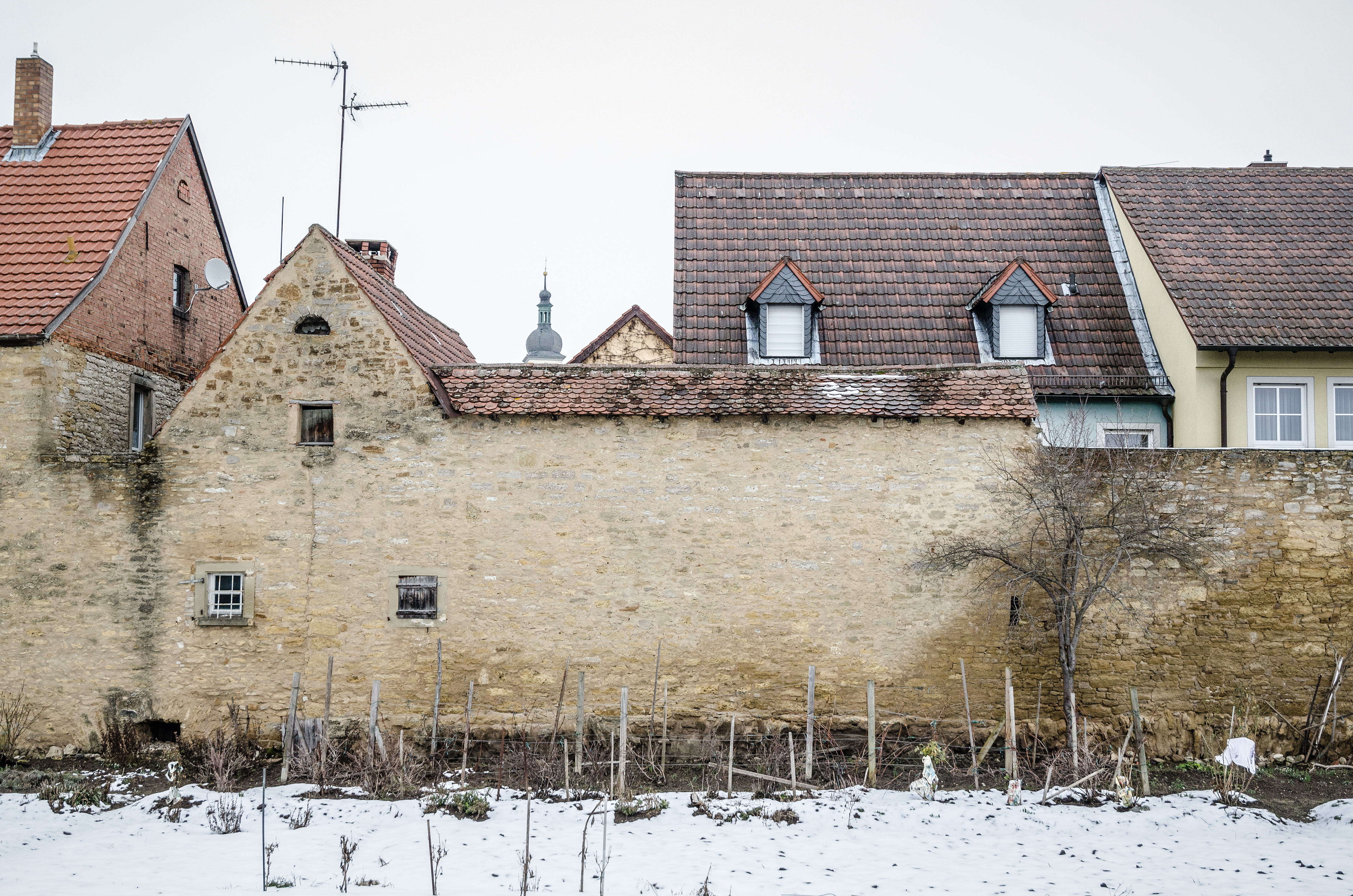
Stadtmauer Sonnengasse 11
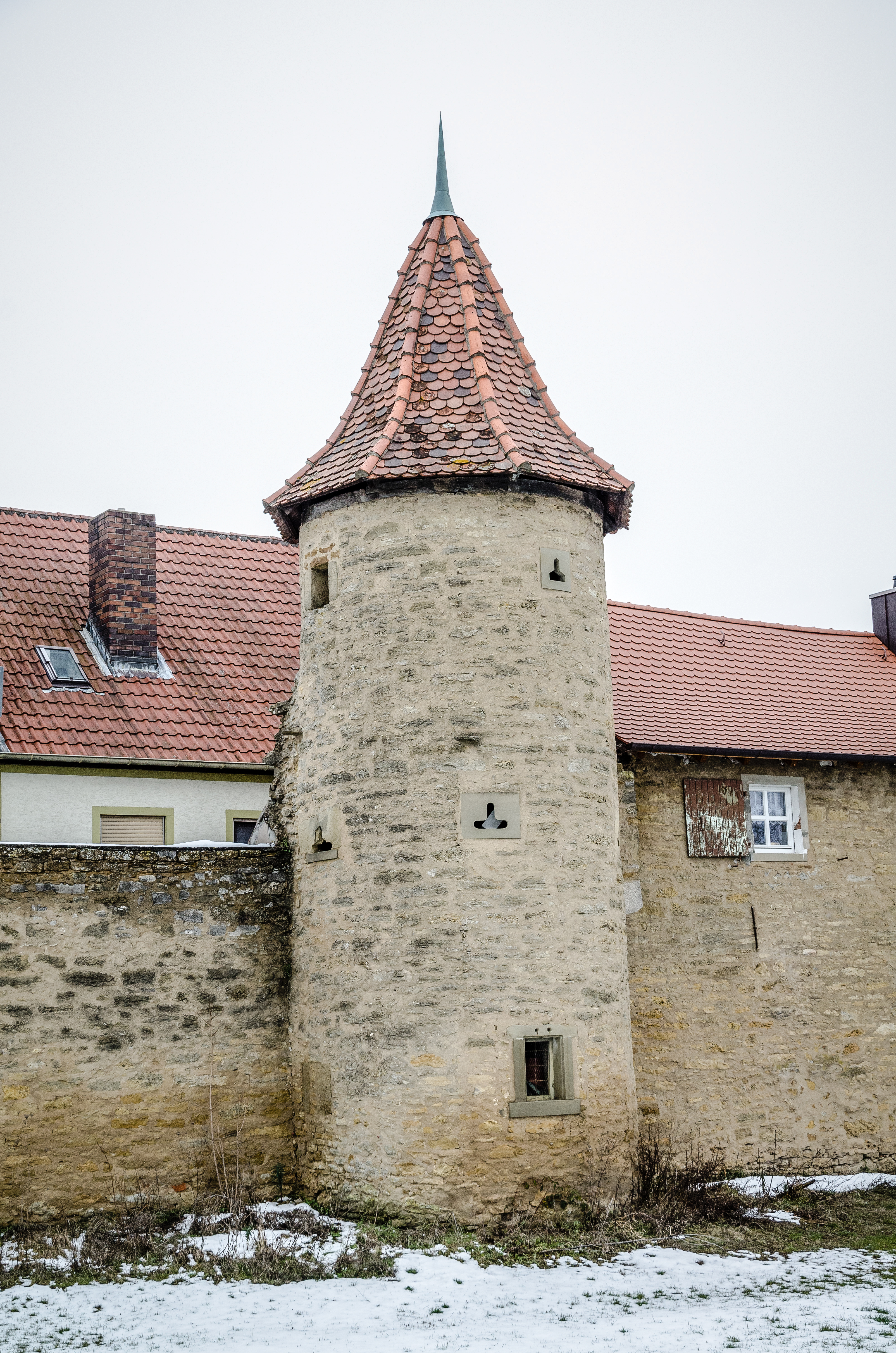
Mauerturm Südliche Stadtmauer 2
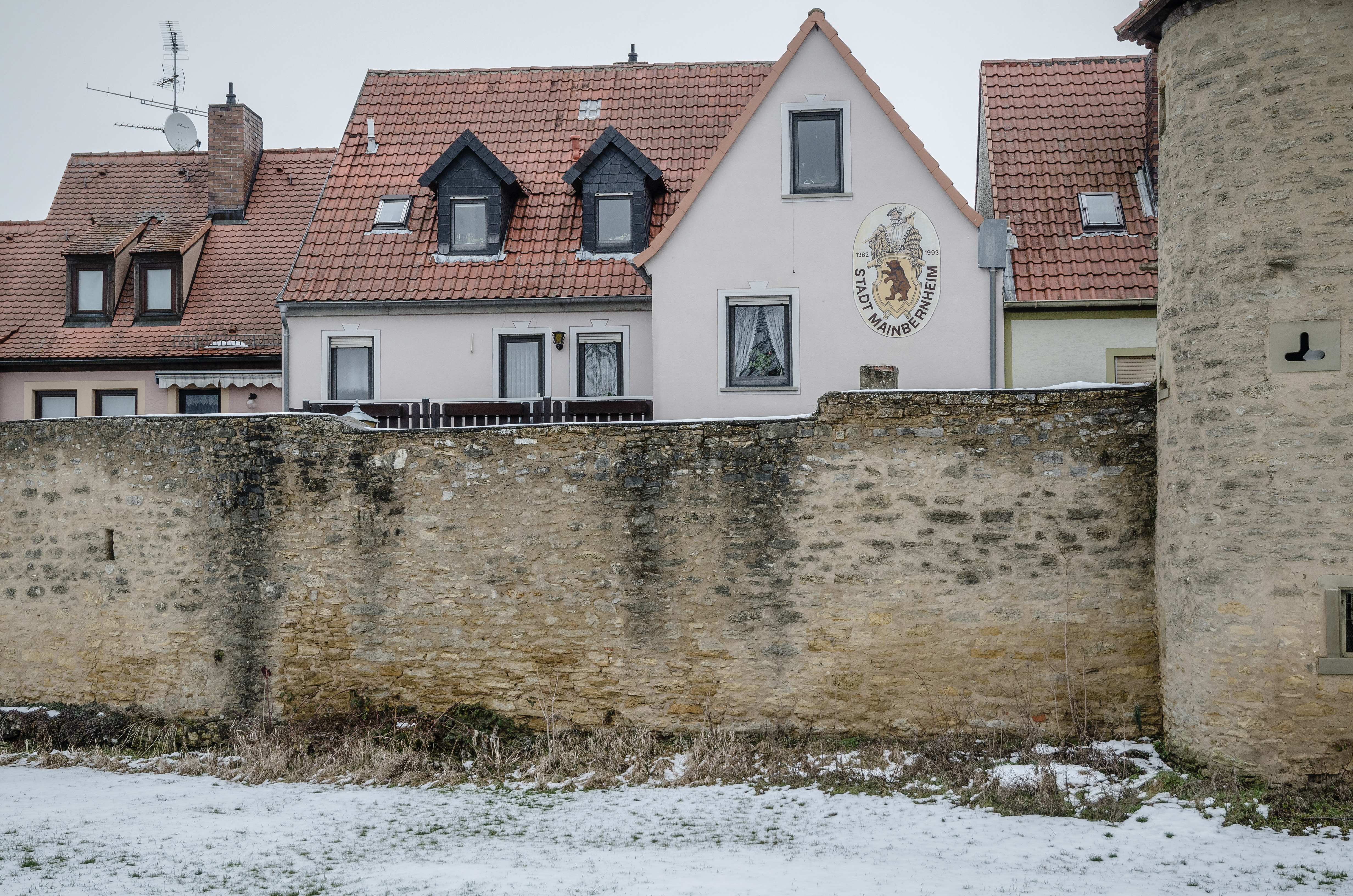
Stadtmauer Südliche Stadtmauer 2

| Lage                 | Objekt     | Beschreibung | Akten-Nr.      | Bild |
| -------------------- | ---------- | --- | -------------- | ---- |
| Zollstock (Standort) | Landgraben | in Teilen erhalten, ursprünglich entlang der gesamten Gemarkungsgrenze der Stadt Iphofen verlaufende Landwehr in Form eines Weges mit einem angrenzenden 1,5 Meter tiefen Graben, 13./14. Jh., an der westlichen, südlichen und teilweise südöstlichen Gemarkungsgrenze von Iphofen (Lage) (Lage) (Lage) | D-6-75-139-141 | BW   |

## Baudenkmäler
| Lage                              | Objekt                                                                       | Beschreibung | Akten-Nr.     | Bild                    |
| --------------------------------- | ---------------------------------------------------------------------------- | --- | ------------- | ----------------------- |
| An der Schießstätte 5 (Standort)  | Schießhaus                                                                   | Zweigeschossiger Walmdachbau mit Fachwerkobergeschoss, bezeichnet „1721“ | D-6-75-144-6  | weitere Bilder          |
| Badgasse 4 (Standort)             | Zweigeschossiger Satteldachbau                                               | Obergeschoss Fachwerk, um 1620, mit Anbau, um 1570 | D-6-75-144-80 | BW                      |
| Berggasse 2 (Standort)            | Kellerbogen                                                                  | Sandstein, Scheitelstein bezeichnet „1752“ | D-6-75-144-9  | weitere Bilder          |
| Berggasse 6 (Standort)            | Bauernhaus                                                                   | Zweigeschossiger Steilsatteldachbau mit Fachwerkobergeschoss, vorkragender Giebel, hofseitige Holzaltane, vorderer Gebäudeteil dendrochronologisch datiert 1483, spätere Veränderungen, hinterer Gebäudeteil bezeichnet „1591“; zwischen 1977 und 1979 umfassende Renovierung mit Rekonstruktion des historischen Fachwerkgefüges und Rückgriff auf historische Farbfassungen | D-6-75-144-10 | weitere Bilder          |
| Berggasse 6 (Standort)            | Bauernhaus                                                                   | Rechtwinklig anschließender zweigeschossiger Flügel mit hofseitiger Holzaltane, Fachwerkobergeschoss, im Obergeschoss Fachwerkfeld mit aufgemaltem Ansbachischem Wappen und Bezeichnung „1593“ | D-6-75-144-10 | BW                      |
| Goldgrubenweg 17 (Standort)       | Katholische Pfarrkirche St. Johannes der Täufer                              | Kleiner Saalbau mit seitlich anschließendem Turm, unverputztes Kalksteinmauerwerk, erbaut 1932 | D-6-75-144-11 | weitere Bilder          |
| Herrnstraße (Standort)            | Marktbrunnen                                                                 | Steinerner Laufbrunnen mit sechseckigem Becken, Brunnensäule, Pfeiler mit vier Auslässen, darüber gewundene Säule mit ionisierendem Kapitell, darauf ein stehender Bär mit Fahne, errichtet 1863 | D-6-75-144-42 | weitere Bilder          |
| Herrnstraße 2 (Standort)          | Bauernhof                                                                    | Zweigeschossiger giebelständiger Satteldachbau mit Fachwerkobergeschoss (an der Giebelseite verputzt), vorderer Teil zweite Hälfte 18. Jahrhundert, hinterer Teil 19. Jahrhundert | D-6-75-144-13 | weitere Bilder          |
| Herrnstraße 2 (Standort)          | Bauernhof, Hoftor und Pforte                                                 | Erneuert 1946 | D-6-75-144-13 | weitere Bilder          |
| Herrnstraße 2 (Standort)          | Bauernhof, Nebengebäude                                                      | Zweigeschossiger Schwein- und Viehstall mit Holzlege, erste Hälfte 19. Jahrhundert | D-6-75-144-13 | BW                      |
| Herrnstraße 2 (Standort)          | Bauernhof, Scheune                                                           | Massiver Satteldachbau, erste Hälfte 19. Jahrhundert | D-6-75-144-13 | BW                      |
| Herrnstraße 2 (Standort)          | Bauernhof, historisches Hofpflaster                                          | | D-6-75-144-13 | BW                      |
| Herrnstraße 4 (Standort)          | Bauernhof, Wohnhaus                                                          | Zweigeschossiger giebelständiger Satteldachbau mit verputztem Fachwerkobergeschoss, Fassade erste Hälfte 19. Jahrhundert, im Kern älter | D-6-75-144-14 | weitere Bilder          |
| Herrnstraße 4 (Standort)          | Bauernhof, rückwärtiger Anbau                                                | Zweigeschossiger Satteldachbau mit vorkragendem Fachwerkobergeschoss, Giebelwand massiv mit renaissancezeitlichen Fenstergewänden, Anfang 17. Jahrhundert | D-6-75-144-14 | BW                      |
| Herrnstraße 4 (Standort)          | Bauernhof, Scheune                                                           | Bruchsteinbau mit steilem Satteldach, 15./16. Jahrhundert | D-6-75-144-14 | BW                      |
| Herrnstraße 4 (Standort)          | Bauernhof, Hoftor                                                            | | D-6-75-144-14 | weitere Bilder          |
| Herrnstraße 6 (Standort)          | Bauernhaus                                                                   | Zweigeschossiger traufseitiger Satteldachbau mit verputztem Fachwerkobergeschoss, Fassade erste Hälfte 19. Jahrhundert, im Kern älter; barocker Türsturz | D-6-75-144-15 | weitere Bilder          |
| Herrnstraße 9, 11 (Standort)      | Wohnhaus                                                                     | Doppelhaushälfte, zweigeschossiger traufseitiger Satteldachbau mit Krüppelwalm, verputztes Fachwerkobergeschoss, im Kern zweite Hälfte 16. Jahrhundert, barock überformt 18./19. Jahrhundert | D-6-75-144-17 | Wohnhaus                |
| Herrnstraße 12 (Standort)         | Paulshaus                                                                    | Zweigeschossiger traufseitiger Satteldachbau mit Treppengiebeln, rundbogiger Tordurchfahrt und verputztem Fachwerkobergeschoss, zweite Hälfte 16. Jahrhundert | D-6-75-144-18 | weitere Bilder          |
| Herrnstraße 12 (Standort)         | Paulshaus, rückwärtiger Flügel                                               | Zweigeschossiger Satteldachbau mit Zwischengeschoss, Treppengiebeln und weit vorkragendem von Steinsäulen getragenem Obergeschoss, Bruchsteinmauerwerk, teilweise Fachwerk, 16./17. Jahrhundert | D-6-75-144-18 | weitere Bilder          |
| Herrnstraße 12 (Standort)         | Paulshaus, Scheune                                                           | Satteldachbau aus Bruchsteinmauerwerk, erste Hälfte 20. Jahrhundert | D-6-75-144-18 | weitere Bilder          |
| Herrnstraße 13 (Standort)         | Gasthaus                                                                     | Zweigeschossiger giebelständiger Satteldachbau mit Treppengiebel, umlaufendes Gesims, um 1920 grundlegend erneuert, im Kern älter | D-6-75-144-19 | weitere Bilder          |
| Herrnstraße 13 (Standort)         | Gasthaus, Wirtshausschild                                                    | Mit doppelköpfigem Adler und angehängtem Brauereistern, 1771 | D-6-75-144-19 | BW                      |
| Herrnstraße 14 (Standort)         | Bauernhof                                                                    | Wohngebäude, zweigeschossiger Putzbau, teils mit Fachwerkobergeschoss, im Kern spätmittelalterlich, 1465 und 1515 (dendro.dat.), Gurtgesims, obergeschossige Ecklisenen und Abwalmung um 1730 (dendro.dat.) | D-6-75-144-77 | BW                      |
| Herrnstraße 14 (Standort)         | Nebengebäude                                                                 | Rückwärtiger Flügel, zweigeschossiger, einseitig abgewalmter Satteldachbau mit Laubengang, 1590 (dendro.dat.) | D-6-75-144-77 | BW                      |
| Herrnstraße 14 (Standort)         | Scheune                                                                      | Bruchsteinbau mit Satteldach, wohl 18. Jh., Keller bez. 1600, westliche Erweiterung 2. Hälfte 19. Jhd. | D-6-75-144-77 | BW                      |
| Herrnstraße 16 (Standort)         | Bauernhaus                                                                   | Zweigeschossiger giebelständiger Satteldachbau mit großer rundbogiger Tordurchfahrt und vorkragendem verputztem Fachwerkobergeschoss, 16./17. Jahrhundert | D-6-75-144-20 | weitere Bilder          |
| Herrnstraße 20 (Standort)         | Barockes Portal                                                              | Mit Wappen der Markgrafen von Ansbach und der Stadt Mainbernheim, bezeichnet 1713 | D-6-75-144-21 | weitere Bilder          |
| Herrnstraße 20 (Standort)         | Hofmauer                                                                     | Mit Tor und Fußgängerpforte | D-6-75-144-21 | weitere Bilder          |
| Herrnstraße 21 (Standort)         | Gasthof                                                                      | Zweigeschossiger giebelständiger Mansarddachbau mit Halbwalm, barockes Korbbogenportal, 18. Jahrhundert | D-6-75-144-22 | weitere Bilder          |
| Herrnstraße 21 (Standort)         | Gasthof, rückwärtiger zweigeschossiger Flügel                                | Mit rundbogiger Tordurchfahrt, aus verputztem Bruchsteinmauerwerk mit vorkragendem Zierfachwerkobergeschoss und hofseitigem Laubengang, Mitte 17. Jahrhundert | D-6-75-144-22 | weitere Bilder          |
| Herrnstraße 23 (Standort)         | Bauernhaus                                                                   | Zweigeschossiger traufseitiger Satteldachbau mit Halbwalm, Fachwerkobergeschoss, Bossenportal mit Radabweisern, um 1486, Keller 11./12. Jahrhundert | D-6-75-144-24 | weitere Bilder          |
| Herrnstraße 23 (Standort)         | Bauernhaus, historisches Hofpflaster                                         | | D-6-75-144-24 | weitere Bilder          |
| Herrnstraße 24 (Standort)         | Wohn- und Geschäftshaus                                                      | Zweigeschossiger giebelständiger Satteldachbau mit Fachwerkobergeschoss und großem Fachwerkgiebel, bezeichnet „1763“ | D-6-75-144-25 | weitere Bilder          |
| Herrnstraße 24 (Standort)         | Hinterhaus                                                                   | Satteldach, Fachwerkobergeschoss auf massivem Erdgeschoss, bezeichnet „1802“ | D-6-75-144-25 | BW                      |
| Herrnstraße 26 (Standort)         | Ehemaliges Gasthaus, heute Wohnhaus                                          | Zweigeschossiger Walmdachbau mit Zwerchhaus in Ecklage, verputztes Fachwerkobergeschoss, geohrte Fenster- und Türrahmungen, bezeichnet „1726“ | D-6-75-144-26 | weitere Bilder          |
| Herrnstraße 26 (Standort)         | Ehemaliges Gasthaus, Anbau                                                   | Mit rundbogigem Hoftor, 18. Jahrhundert, Einbau von zwei Schaufenstern im Erdgeschoss, Anfang 20. Jahrhundert | D-6-75-144-26 | weitere Bilder          |
| Herrnstraße 27 (Standort)         | Gasthof                                                                      | Zweigeschossiger giebelständiger Mansarddachbau mit Halbwalm, Geschoss- und Giebelgesims, bezeichnet „1819“ | D-6-75-144-27 | weitere Bilder          |
| Herrnstraße 27 (Standort)         | Gasthoferweiterung                                                           | Dreigeschossig, traufständig, unverputztes Bruchsteinmauerwerk, profilierte Fenstergewände, bezeichnet „1892“ | D-6-75-144-27 | BW                      |
| Herrnstraße 28 (Standort)         | Wohnhaus                                                                     | Zweigeschossiger traufseitiger Satteldachbau, im Erdgeschoss neubarocke und im Obergeschoss klassizistische Fenstergewände, am Türsturz bezeichnet „1848“ | D-6-75-144-28 | weitere Bilder          |
| Herrnstraße 31 (Standort)         | Wohn- und Geschäftshaus                                                      | Zweigeschossiger giebelständiger Satteldachbau, im Obergeschoss renaissancezeitliche profilierte Fensterrahmungen, 17. Jahrhundert, Erdgeschoss stark überformt und im Innern entkernt | D-6-75-144-29 | weitere Bilder          |
| Herrnstraße 35 (Standort)         | Ehemaliger Gasthof                                                           | Zweigeschossiger traufseitiger Satteldachbau mit vorkragendem verputztem Fachwerkobergeschoss auf L-förmigem Grundriss, im Erdgeschoss Fensterrahmungen mit Korbbogen, geohrtes Türgewände mit gezackt gestaffeltem Sturz, bezeichnet „1743“; im Kern älter | D-6-75-144-30 | weitere Bilder          |
| Herrnstraße 35 (Standort)         | Ehemaliger Gasthof, Treppe                                                   | Zweiläufig mit biedermeierlichem Treppengeländer, bezeichnet „1823“ | D-6-75-144-30 | BW                      |
| Herrnstraße 38 (Standort)         | Wohn- und Geschäftshaus                                                      | Zweigeschossiger traufseitiger Satteldachbau mit Zwerchhaus, vorkragendes Obergeschoss aus verputztem Fachwerk, 17. Jahrhundert; modern überformt, Ladeneinbau im Erdgeschoss, Mitte 20. Jahrhundert | D-6-75-144-31 | BW                      |
| Herrnstraße 40 (Standort)         | Wohn- und Geschäftshaus                                                      | Zweigeschossiger traufseitiger Satteldachbau mit verputztem Fachwerkobergeschoss, im Kern 17. Jahrhundert; stark modernisiert | D-6-75-144-32 | weitere Bilder          |
| Herrnstraße 41 (Standort)         | Hofanlage                                                                    | Zweigeschossiger Satteldachbau mit rundbogiger Toreinfahrt und Renaissanceportal mit Sitznischen, im Kern 16. Jahrhundert, nach Bombentreffer Obergeschoss und Dachgeschoss um 1950 erneuert, polygonaler Treppenturm auf der nordöstlichen Seite, 1610–1614 | D-6-75-144-33 | weitere Bilder          |
| Herrnstraße 41 (Standort)         | Neben- bzw. Stallgebäude                                                     | 1851(i) in der ersten Hälfte des 20. Jahrhunderts überformt und Scheune, Keller 16./17. Jahrhundert, Wiederaufbau nach Brand 1917 | D-6-75-144-33 | weitere Bilder          |
| Herrnstraße 42 (Standort)         | Ehemalige Gerberei, heute Wohnhaus                                           | Zweigeschossiger Walmdachbau mit verputztem Fachwerkobergeschoss, um 1800 | D-6-75-144-34 | weitere Bilder          |
| Herrnstraße 43 (Standort)         | Wohnhaus                                                                     | Zweigeschossiger traufseitiger Satteldachbau, verputztes Fachwerkobergeschoss, Erdgeschoss nachträglich massiv erneuert, mit geohrtem und gestaffeltem Türgewände, 18./19. Jahrhundert; Schaufenster im Erdgeschoss Anfang 20. Jahrhundert | D-6-75-144-35 | weitere Bilder          |
| Herrnstraße 44 (Standort)         | Inschrift                                                                    | „Stadtapotheke, gegründet 1683“ | D-6-75-144-36 | BW                      |
| Herrnstraße 45 (Standort)         | Wohn- und Geschäftshaus                                                      | Zweigeschossiger traufseitiger Walmdachbau mit verputztem Fachwerkobergeschoss, bezeichnet „1762“ | D-6-75-144-37 | weitere Bilder          |
| Herrnstraße 45 (Standort)         | Wohn- und Geschäftshaus                                                      | Zweigeteilte Inschrift am Hauseck von 1710 | D-6-75-144-37 | Wohn- und Geschäftshaus |
| Herrnstraße 46 (Standort)         | Ehemalige würzburgische Domkapitelkellerei                                   | zweigeschossiges massives Giebelhaus, z. T. mit profilierten Fensterrahmen, um 1600 | D-6-75-144-38 | weitere Bilder          |
| Herrnstraße 46 (Standort)         | Hofeinfahrt                                                                  | rundbogige Hofeinfahrt mit Inschrift | D-6-75-144-38 | weitere Bilder          |
| Herrnstraße 46a (Standort)        | Zehntscheune                                                                 | massiver Bau aus verputztem Bruchsteinmauerwerk mit Krüppelwalmdach, 17. Jh. | D-6-75-144-38 | BW                      |
| Herrnstraße 52 (Standort)         | Kleinhaus                                                                    | Zweigeschossiger traufseitiger Satteldachbau, im Erdgeschoss Doppelfenster und Tür mit abgefasten Gewänden, bezeichnet im Türsturz „1706“ | D-6-75-144-39 | weitere Bilder          |
| Herrnstraße 53 (Standort)         | Türrahmung                                                                   | Sandstein, bezeichnet „1705“ | D-6-75-144-40 | BW                      |
| Kellergasse 1 (Standort)          | Wohnhaus                                                                     | Zweigeschossiger Walmdachbau mit verputztem Fachwerkobergeschoss, im Kern 17. Jahrhundert, nachträglich massiv erneuertes Erdgeschoss, Bezeichnung „1724“ am Eingangsportal | D-6-75-144-44 | weitere Bilder          |
| Kitzinger Straße (Standort)       | Friedhof                                                                     | Angelegt 1546, erweitert 1618 | D-6-75-144-47 | weitere Bilder          |
| Kitzinger Straße (Standort)       | Friedhof, Tor und Holzarkaden                                                | 1618 | D-6-75-144-47 | weitere Bilder          |
| Kitzinger Straße (Standort)       | Friedhof, Steinkanzel                                                        | Um 1618 | D-6-75-144-47 | weitere Bilder          |
| Kitzinger Straße (Standort)       | Friedhof, Grabsteine                                                         | Des 17./18./19. und 20. Jahrhunderts | D-6-75-144-47 | weitere Bilder          |
| Kitzinger Straße (Standort)       | Friedhof, Friedhofskreuz                                                     | Korpus Viernageltypus, um 1920 | D-6-75-144-47 | BW                      |
| Kitzinger Straße 2 (Standort)     | Ehemaliges Unteres Torhaus                                                   | Eingeschossiges Wohnhaus mit Mansardhalbwalmdach und Fachwerkgiebel, bezeichnet „1787“ | D-6-75-144-46 | weitere Bilder          |
| Klostergasse 4 (Standort)         | Wohnhaus                                                                     | Giebelständiger zweigeschossiger Satteldachbau mit profilierten Fensterrahmungen und vorkragendem Fachwerkobergeschoss, 17. Jahrhundert | D-6-75-144-48 | weitere Bilder          |
| Mühlenweg 18, 29 (Standort)       | Kellersmühle, ehemalige ansbachische Kellerei                                | Komplex von Gebäuden aus Bruchsteinmauerwerk, bezeichnet mit „1612“, erweitert und überformt im 19. Jahrhundert | D-6-75-144-50 | BW                      |
| Nürnberger Straße 2, 4 (Standort) | Doppelhaus                                                                   | Zweigeschossiger Walmdachbau mit verputztem Fachwerkobergeschoss, bezeichnet „1715“ | D-6-75-144-53 | weitere Bilder          |
| Obere Brunnengasse 1 (Standort)   | Bauernhaus                                                                   | Zweigeschossiger Satteldachbau mit Zierfachwerkobergeschoss, bezeichnet „1600“ und „1601“ | D-6-75-144-54 | weitere Bilder          |
| Rathausplatz (Standort)           | Kriegerdenkmal                                                               | Soldat mit Tod auf Inschriftensockel, Muschelkalk, 1927 von Richard Rother | D-6-75-144-69 | weitere Bilder          |
| Rathausplatz 1 (Standort)         | Rathaus                                                                      | Zweigeschossiger, zur Herrnstraße hin dreigeschossiger Renaissancebau mit Treppengiebeln, Vorhangbogenfenstern und traufseitigem Fachwerkobergeschoss, 1548, Dachstuhl 1709 erneuert, Renovierung 1998 | D-6-75-144-55 | weitere Bilder          |
| Rathausplatz 11, 13 (Standort)    | Evangelisch-lutherische Pfarrkirche                                          | Saalbau mit Mansarddach und eingezogenem Polygonchor, seitlich angeschlossener Glockenturm, Turmuntergeschoss 13. Jahrhundert, Langhaus und Chor 1732 wohl von Johann David Steingruber; mit Ausstattung | D-6-75-144-56 | weitere Bilder          |
| Rathausplatz 12 (Standort)        | Wappenstein                                                                  | Bezeichnet „1760“ | D-6-75-144-58 | BW                      |
| Scheuerleinsplatz 2 (Standort)    | Wohnhaus, Geburtshaus des fränkischen Lyrikers Georg Scheuerlein (1802–1872) | Zweigeschossiger Satteldachbau mit Fachwerkobergeschoss, im Erdgeschoss renaissancezeitliche Fenstergewände, zweite Hälfte 16. Jahrhundert, frühbarocke Überformung Ende 17. Jahrhundert, bezeichnet „1696“ | D-6-75-144-59 | weitere Bilder          |
| Scheuerleinsplatz 4 (Standort)    | Ehemaliges Ansbachisches Kasten- und Fraischamt                              | Zweigeschossiger Walmdachbau mit Putzgliederung, profilierte und geohrte Fenster- und Türgewände mit gestaffeltem Sturz, im frühen 18. Jahrhundert barock überformt, im Kern älter | D-6-75-144-60 | weitere Bilder          |
| Scheuerleinsplatz 4 (Standort)    | Ehemaliges Ansbachisches Kasten- und Fraischamt                              | Historisches Hofpflaster, an der Traufseite fünf Radabweiser, zwei davon für Wasserabfluss durchbohrt | D-6-75-144-60 | weitere Bilder          |
| Schulgasse 5 (Standort)           | Torbau                                                                       | Zweigeschossiger Walmdachbau mit verputztem leicht vorkragendem Fachwerkobergeschoss, rundbogiges Durchfahrtsportal mit Rusticabossen und Kämpferkapitell, Steintafel mit Bezeichnung „(1)608“ und Wappenschild mit Inschrift | D-6-75-144-61 | weitere Bilder          |

## Ehemalige Baudenkmäler
| Lage                               | Objekt             | Beschreibung                     | Akten-Nr.    | Bild           |
| ---------------------------------- | ------------------ | -------------------------------- | ------------ | -------------- |
| Mainbernheim Badgasse 9 (Standort) | Wirtschaftsgebäude | Aus Bruchstein bezeichnet „1847“ | D-6-75-144-7 | weitere Bilder |